# 클레오파트라
클레오파트라 7세 필로파토르(그리스어: Κλεοπάτρα Φιλοπάτωρ, 영어: Cleopatra VII Philopator, 기원전 69년 - 기원전 30년 8월 10일, 재위: 기원전 51년 ~ 기원전 30년)는 이집트 프톨레마이오스 왕국의 여왕이자 마지막 통치자였다. 프톨레마이오스 1세 소테르(알렉산드로스 3세의 동료)의 후손이다.  이집트는 클레오파트라의 죽음 이후 로마 제국의 속주가 되었으며, 이는 제2의 마지막 헬레니즘 국가와 알렉산드로스 3세의 통치 (기원전 336년~323년) 이후 지속된 시대의 종말을 의미한다. 클레오파트라의 모국어는 코이네 그리스어였으며 이집트어를 배운 유일한 프톨레마이오스 군주였다.
기원전 58년, 클레오파트라의 아버지 프톨레마이오스 12세 아울레테스는 당시 로마의 종속국이던 이집트에서 일어난 반란으로 인해 경쟁자인 딸 베레니케 4세가 왕위 주장을 하게 된 후 로마로 추방되었는데, 클레오파트라도 이때 동행했을 것으로 추정된다. 베레니케는 기원전 55년 프톨레마이오스가 로마 군대의 지원을 받아 이집트로 돌아온 후 처형된다. 기원전 51년 그가 죽자 클레오파트라와 남동생 프톨레마이오스 13세와의 공동 통치가 시작되었지만 둘 사이의 갈등으로 내전이 벌어졌다. 기원전 48년 카이사르의 내전 중 그리스에서 벌어진 파르살루스 전투에서 경쟁자 율리우스 카이사르(로마 독재관이자 집정관)에게 패한 로마 정치가 폼페이우스는 이집트로 도피했다. 폼페이우스는 프톨레마이오스 12세와 정치적 동맹을 맺고 있었지만, 프톨레마이오스 13세는 고문들의 주장대로 카이사르가 알렉산드리아를 점령하기 전에 폼페이우스를 암살했다. 그런 다음 카이사르는 프톨레마이오스 남매를 화해시키려고 했지만 카이사르의 조건이 클레오파트라에게 편향적이라고 판단한 프톨레마이오스의 수석 고문인 포테이노스는 군대를 동원해 궁전에 있는 클레오파트라와 카이사르를 포위했다. 프톨레마이오스 13세는 기원전 47년 나일강 전투에서 카이사르의 지원군이 포위를 돌파하고 얼마 지나지 않아 죽었다. 클레오파트라의 이복누이인 아르시노에 4세는 공성을 지휘했기 때문에 에페소스로 추방되었다. 카이사르는 클레오파트라와 클레오파트라의 남동생 프톨레마이오스 14세를 공동 통치자로 선언했지만 아들 카이사리온을 낳은 클레오파트라와의 사적인 관계는 유지했다. 클레오파트라는 기원전 46년과 44년에 로마에 방문했고, 그 때 클레오파트라는 카이사르의 별장에 머물렀다. 기원전 44년 (클레오파트라의 명령에 따라) 프톨레마이오스 14세가 암살되고 카이사르도 암살된 후, 클레오파트라는 카이사리온을 프톨레마이오스 15세로서 공동 통치자로 지명했다.
기원전 43~42년 리베라토레스의 내전에서 클레오파트라는 카이사르의 조카이자 상속자인 옥타비아누스, 마르쿠스 안토니우스, 마르쿠스 아이밀리우스 레피두스가 결성한 로마 제2차 삼두정치의 편에 섰다. 클레오파트라는 안토니우스와 기원전 41년 타르수스에서 만난 후로 관계를 가졌다. 안토니우스는 클레오파트라의 요청으로 아르시노에를 처형했으며, 파르티아 제국과 아르메니아 왕국을 침공하는 동안 자금과 군사적 지원 모두를 클레오파트라에게 점점 더 의존하게 되었다. 알렉산드리아 봉헌식에서는 그들의 자녀인 알렉산드로스 헬리오스, 클레오파트라 셀레네 2세, 프톨레마이오스 필라델포스를 안토니우스가 삼두정으로서 가지고 있는 여러 지역의 왕으로 선언하였다. 이 사건과 두 사람의 결혼, 옥타비아누스의 여동생 소 옥타비아와 안토니우스의 이혼은 로마 공화국의 마지막 전쟁으로 이어졌다. 옥타비아누스도 선전전에 가담했으며, 기원전 32년에 로마 원로원에서 안토니우스의 동맹국들을 로마에서 퇴출시키고 클레오파트라에게 선전포고했다. 기원전 31년, 악티움 해전에서 안토니우스와 클레오파트라의 함대를 격파한 옥타비아누스의 군대는 기원전 30년에 이집트를 침공하여 안토니우스를 격파했고 안토니우스는 자살하였다. 클레오파트라는 옥타비아누스가 자신을 로마의 개선 행렬에 데려가려 했다는 사실을 알자 독으로 자신의 목숨을 끊었다. 독사에 물려 죽었다는 널리 알려진 사실과는 다른 최후였다.
클레오파트라의 유산은 고대와 현대의 예술 작품에 남아있다. 로마의 역사학자들의 저술과 라틴 시는 클레오파트라에 대해 전반적으로 비판적인 관점을 조성했고, 이는 중세 후기 문학과 르네상스 문학에서도 만연했다. 시각예술에서는 로마 흉상, 그림, 조각, 카메오 조각, 카메오 글라스, 프톨레마이오스주화와 로마 주화, 부조 등에서 묘사되었다. 르네상스와 바로크 미술에서는 오페라, 회화, 시, 조각, 연극 등의 많은 작품의 주제로 등장했다. 빅토리아 시대 이후에는 이집토마니아의 팝 아이콘이 되었으며, 현대에는 응용미술과 순수미술, 벌레스크 풍자, 할리우드 영화, 상업 제품의 브랜드 이미지에서도 등장했다.

## 어원
클레오파트라는 고대 그리스어로 영광을 뜻하는 '클레오스(고대 그리스어: κλέος)'와 아버지를 뜻하는 '파테르(고대 그리스어: πατήρ)'가 합해 만들어진 것으로, '아버지의 영광'(고대 그리스어: Κλεοπάτρα)'을 의미한다. '클레오파트라'라는 이름의 남성형 형태는 클레오파트로스(Κλεόπᾰτρος)나 파트로클로스(Πᾰ́τροκλος)가 될 수 있다. 클레오파트라는 알렉산드로스 대왕의 누이와 더불어 그리스 신화에서 멜레아그로스의 아내인 클레오파트라 알키오네의 이름이기도 하다. 프톨레마이오스 5세 에피파네스와 클레오파트라 1세 시라 (셀레우코스 왕조의 공주) 간의 결혼을 통해, 클레오파트라라는 이름이 프톨레마이오스 왕조에도 들어서게 되었다. 클레오파트라가 채택한 칭호인 테아 필로파토라(Θεᾱ́ Φιλοπάτωρα)는 "아버지를 사랑하는 여신"이라는 의미이다.

## 생애

### 배경

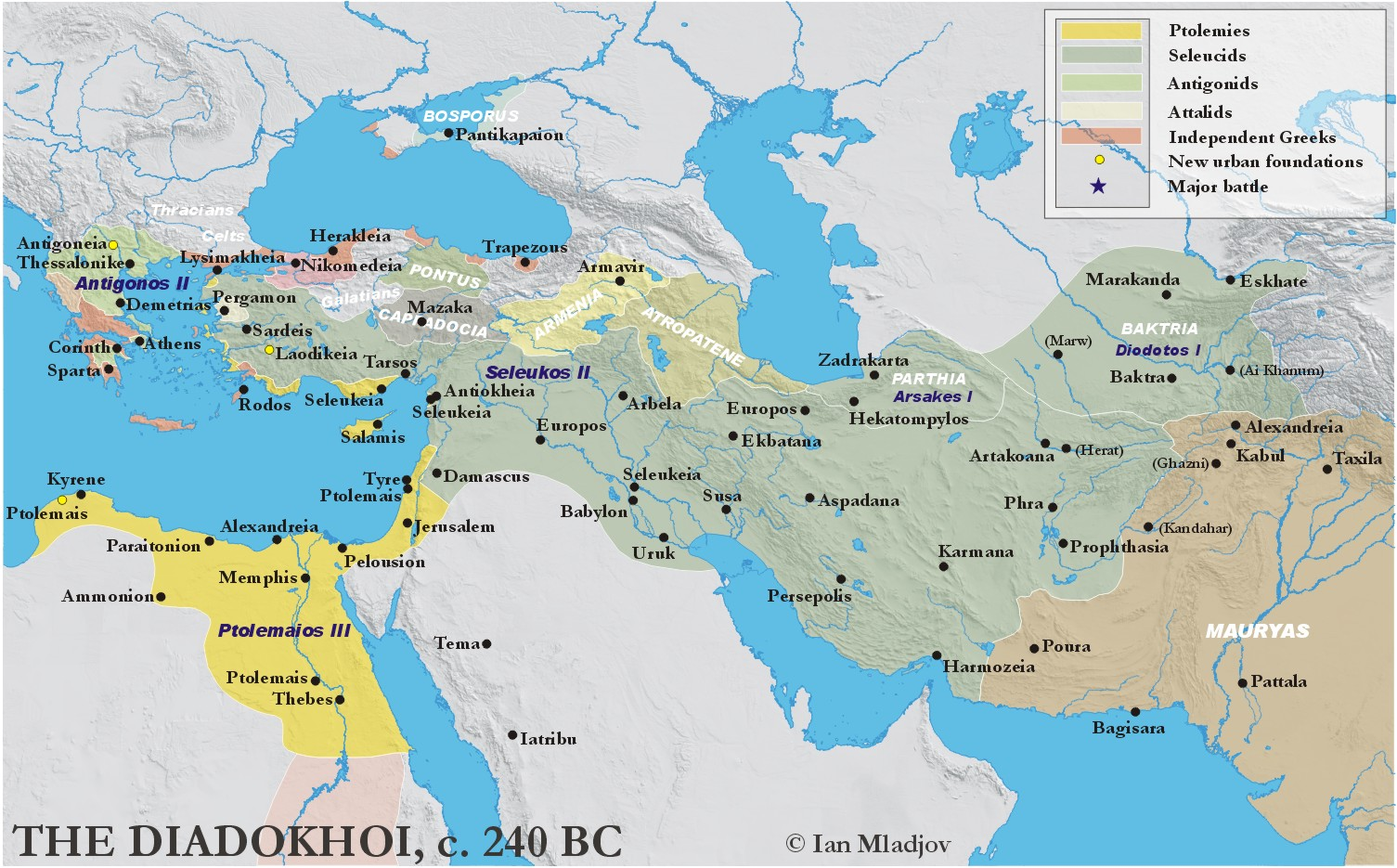
알렉산드로스 3세 사후 생겨난 헬레니즘 왕국들

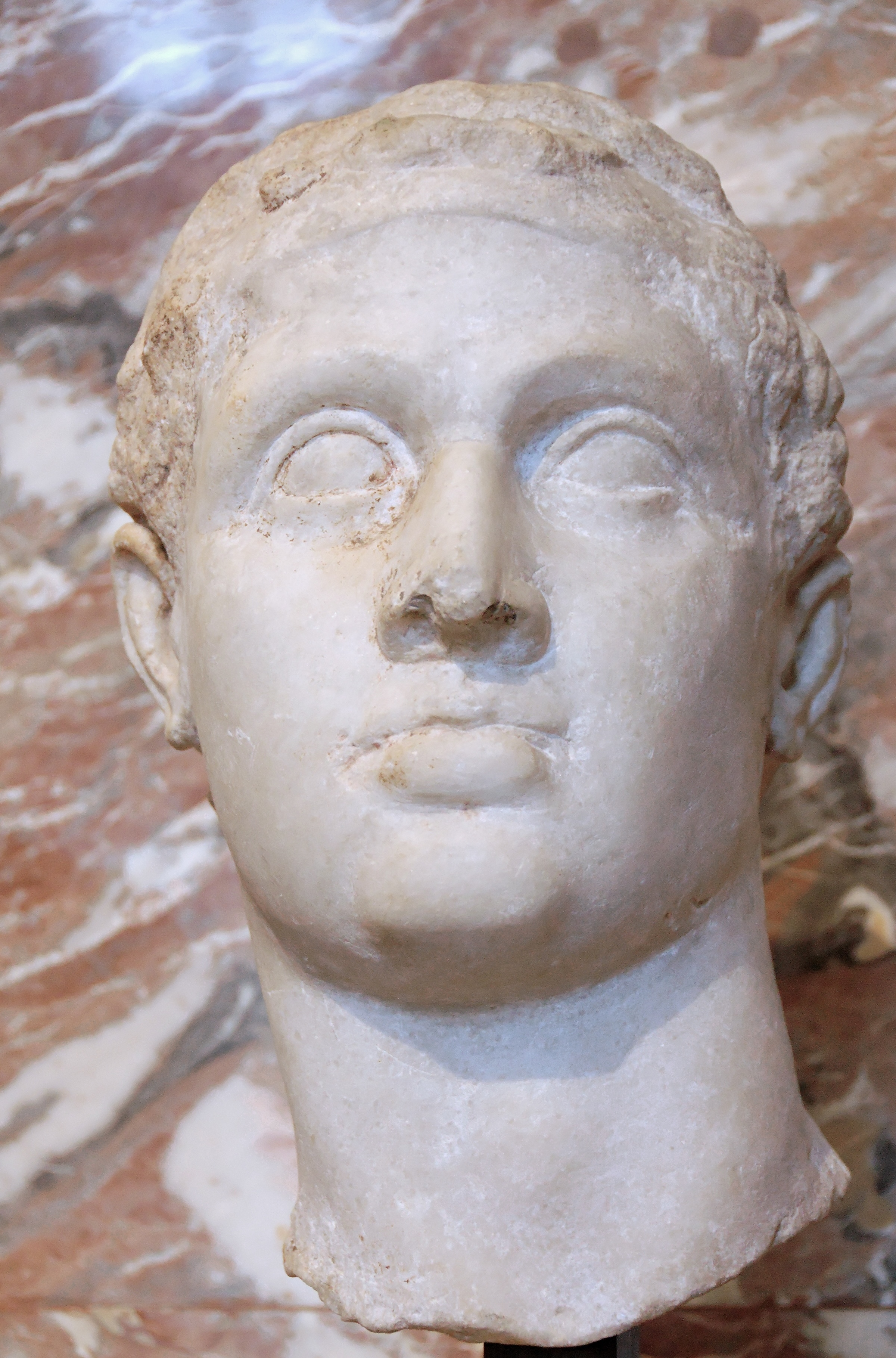
파리 루브르 박물관에 있는 클레오파트라의 아버지 프톨레마이오스 12세 아울레테스의 헬레니즘 흉상

프톨레마이오스 왕조의 파라오는 멤피스에서 프타의 최고 제사장으로부터 왕관을 받으며 대관식을 치른 뒤에는, 마케도니아의 알렉산드로스 대왕이 세운 도시 알렉산드리아에 머무르며 집무를 보았다. 그리스어를 사용했던 프톨레마이오스의 파라오들은 헬레니즘 그리스 군주로서 이집트를 통치했으며 현지 언어를 배우지 않으려고 했다. 클레오파트라는 다른 파라오들과는 달리 성인이 되어서 여러 언어를 구사할 수 있게 되었으며 이집트어를 배운 최초의 프톨레마이오스 파라오가 되었다. 플루타르코스는 클레오파트라가 "트로글로디테"의 언어, 메로이트어, 히브리어 (또는 아람어), 고대 아랍어, 시리아어, 메디아어, 파르티아어도 할 수 있음을 암시했다. 동시대 로마인들은 클레오파트라와 대화할 때 그녀의 모국어인 코이네 그리스어를 쓰려고 했을 것으로 추측되지만, 클레오파트라는 라틴어도 말할 수 있었던 것으로 추정된다. 그리스어, 이집트어, 라틴어 외의 언어들은 한때 프톨레마이오스 왕국에 속했던 북아프리카와 서아시아 영토를 수복하려는 클레오파트라의 열망을 반영하는 것이다.
로마는 클레오파트라 즉위 이전부터 이집트에 간섭해왔다. 기원전 81년 말 프톨레마이오스 9세 라티로스가 죽자 그의 딸 베레니케 3세가 왕위를 계승했다. 그러나 왕실에서 여성의 단독 통치에 대한 반대가 커지자 베레니케 3세는 로마의 독재관 술라가 제시한 방책인 사촌이자 의붓아들인 프톨레마이오스 11세 알렉산드르 2세와의 결혼 및 공동 통치를 받아들였다. 프톨레마이오스 11세는 결혼하고서 얼마 지나지 않은 기원전 80년에 아내를 암살했으나 이로 인한 폭동이 일어나게 되고, 그는 피살당한다. 프톨레마이오스 11세와 그의 삼촌 프톨레마이오스 9세 혹은 아버지 프톨레마이오스 10세 알렉산더 1세는 로마에게 왕국을 담보로 돈을 빌렸다. 로마는 프톨레마이오스 9세가 암살되자 종속국 이집트를 합병할 법적 근거를 가지게 되었다. 로마는 그러지 않은 대신 프톨레마이오스 왕국을 프톨레마이오스 9세의 친생자들에게 나누어 줬다. 키프로스에서는 키프로스의 프톨레마이오스가 집권했고 이집트는 프톨레마이오스 12세 아울레테스에게 주어졌다.

### 유년 시절
클레오파트라는 기원전 69년에 프톨레마이오스 12세 아울레테스의 딸로 태어났는데, 어머니는 알려지지 않았으나 클레오파트라의 언니인 베레니케 4세 에피파네이아의 생모이자 프톨레마이오스 12세의 부인이었던 클레오파트라 5세 트뤼파이나로 여겨진다. 실제로 클레오파트라 5세는 클레오파트라 7세가 태어난 후 수 개월이 지나고부터는 더 이상 기록에 등장하지 않는다. 클레오파트라의 동생으로는 여동생 아르시노에 4세와 남동생 프톨레마이오스 13세 테오스 필로파테르, 프톨레마이오스 14세 필로파토르가 있다. 클레오파트라는 어린 시절 필로스트라토스로부터 그리스의 철학과 웅변술을 배웠다. 무세이온에서 교육을 받았을 것으로 추측되는데, 당시 무세이온에는 알렉산드리아 도서관이 아직 건재했으므로 알렉산드리아 도서관에서도 교육을 받았을 것으로 여겨진다.

### 프톨레마이오스 12세의 통치와 추방
기원전 65년에 로마 공화국의 감찰관이었던 마르쿠스 리키니우스 크라수스는 공화국의 원로원 앞에 나아가 프톨레마이오스 왕조가 지배하는 이집트를 합병시켜야 한다고 청원서를 제출하였으나 거절되고, 기원전 63년에는 트리부누스였던 세르빌리우스 룰루스가 유사한 청원을 올렸으나 마찬가지로 거절된다. 프톨레마이오스 12세는 이러한 합병 위협으로부터 벗어나기 위해 로마의 유력 정치인들에게 뇌물을 바치는데, 이중에는 미트리다테스 6세 메가스를 정벌중인 폼페이우스가 있었으며, 기원전 59년에는 집정관에 오른 카이사르에게도 뇌물을 바친다. 그러나 프톨레마이오스 12세는 낭비벽으로 인해 결국 파산에 이르고, 결국 로마의 은행가 가이우스 라비리우스 포스투무스에게 빚을 지게 되고야 만다.

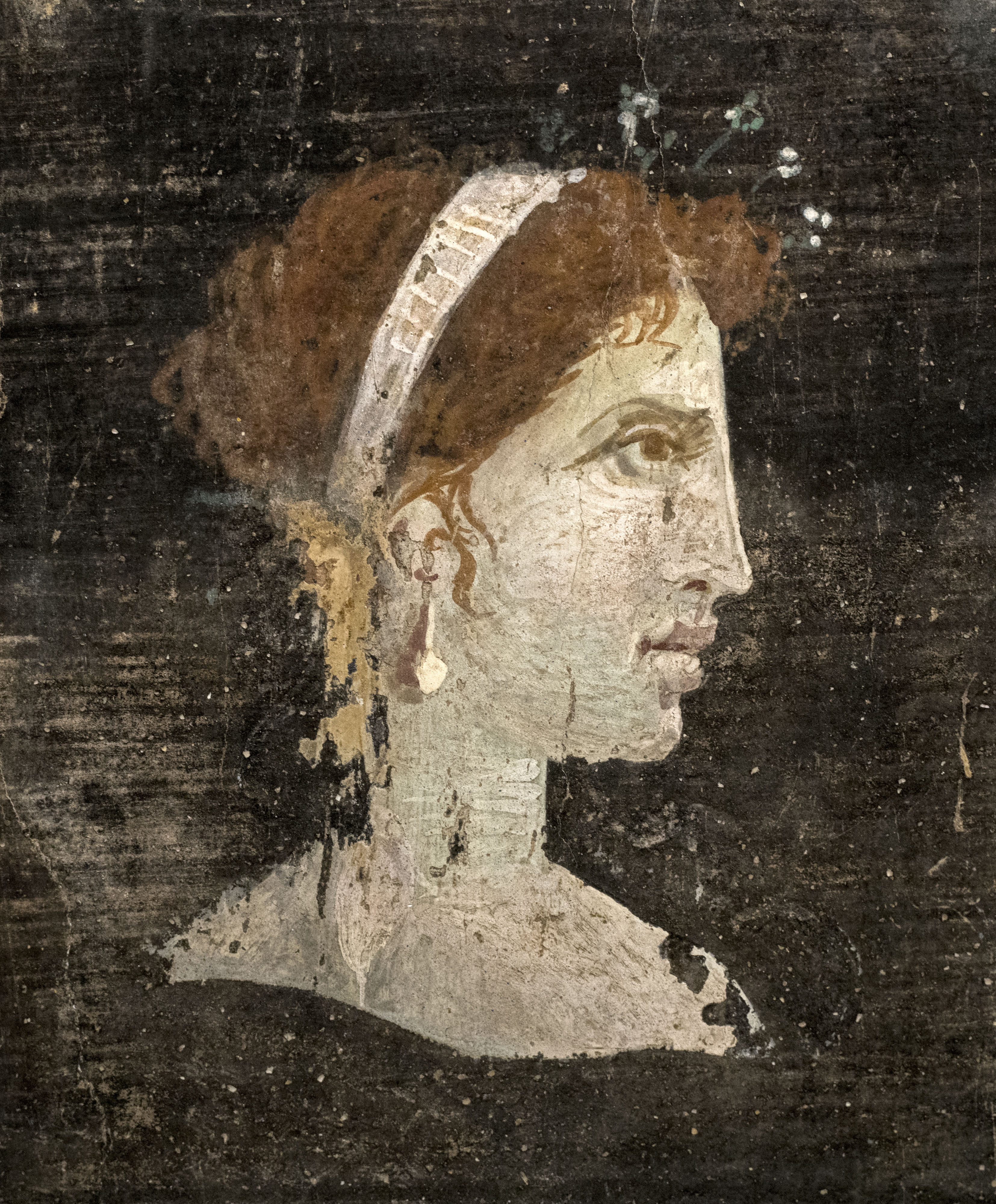
붉은 머리, 다이아뎀과 진주 귀고리를 착용한 클레오파트라의 초상. 헤르쿨라네움, 기원후 1세기.

기원전 58년에 로마는 키프로스를 합병하고, 프톨레마이오스 12세의 형제였던 키프로스의 프톨레마이오스는 해적질을 했다는 혐의를 받고 파포스로 추방되는 대신 자살을 선택한다. 프톨레마이오스 12세는 형제의 죽음에 대해 공식적으로 어떠한 성명도 내지 않는데, 비록 로마의 심기를 건드리지 않으려는 결정이었지만 그의 경제 정책에 이미 분노해있던 백성들의 심기를 더더욱 건드리는 꼴이 되었다. 프톨레마이오스 12세는 이후 이집트에서 강제로 추방당해 처음에는 로도스섬으로, 그다음엔 아테네로, 종국에는 이탈리아 프라에네스테에 있는 폼페이우스의 빌라에서 살게 된다. 클레오파트라 역시 표면상으로는 프톨레마이오스 12세와 함께 로마 변두리의 빌라에서 같이 생활한다. 대신 이집트를 통치하게 된 클레오파트라의 언니 베레니케 4세는 프톨레마이오스 12세가 복귀하지 않고 자신이 계속 통치하도록 해달라는 취지의 사절을 로마에 보내지만, 프톨레마이오스 12세는 로마의 고위 후원자들의 도움을 받아 사절단의 주요 인물들을 암살한다. 프톨레마이오스 12세는 원로원에게 자신이 이집트로 돌아갈 때 무장한 호위병력들을 지원해줄 것을 요구하나 거부되자, 기원전 57년 말에 이집트 대신 에페소스의 아르테미스 신전으로 가 거기 머무른다.
프톨레마이오스 12세의 재정을 관리하던 로마인들은 그를 복권시키는데 힘을 보태기로 결정한다. 폼페이우스는 시리아 총독이던 아울루스 가비니우스로 하여금 이집트를 공격하여 프톨레마이오스 12세를 복권시키자고 설득하고, 1만 달란트를 원조한다. 결국 기원전 55년 가비니우스는 원로원의 승인을 받지 않은 채로 군대를 이끌고 하스모니안 왕국을 경유해 이집트를 침공하는데, 당시 하스모니안 왕국을 다스리던 힐카누스 2세와 이두매인 안티파테르는 로마군에게 필요한 물자를 보급했다. 당시 젊은 마르쿠스 안토니우스는 가비니우스의 지휘 하에 기병대 장교로 복무중이었는데, 펠루시움에서 프톨레마이오스 12세가 민간인 학살을 저지르려던 것을 막고 베레니케 4세의 남편인 아르켈라오스의 시신을 명예롭게 매장될 수 있게 해준 것으로 이름을 떨쳤다. 당시 14살이었던 클레오파트라는 당시 로마의 원정군들과 함께 움직였는데 후에 안토니우스는 클레오파트라에게 사랑에 빠진 것이 이 때였노라고 말한다.

로마 공화국(녹색)과 프톨레마이오스 왕국(노란색), 기원전 40년

가비니우스는 이후 로마에 불려가 재판을 받는데 권력 남용에 대해서는 무죄 판결을 받는다. 그러나 뇌물 수수에 대해서는 유죄 판결을 받고 추방당하지만, 그로부터 7년 후 기원전 48년에 카이사르에 의해 복직한다. 프톨레마이오스 12세는 자신의 왕위를 찬탈한 베레니케 4세와 그녀의 지원자들을 처형하고 가산을 몰수한다. 또 게르만족, 갈리아인들로 구성된 가바니우스 휘하의 로마군 주둔지를 설치하고, 오랜 기간동안 재정을 관리해온 라비리우스를 수석 재무 당당관으로 임명한다. 여기서 라비리우스는 보호 및 감시의 대상이 되나 이집트의 자원을 로마로 보내는 것에 의해 생명이 위협받자 프톨레마이오스 12세는 라비리우스를 로마로 돌려보낸다. 비록 이런 문제들이 있긴 했지만, 프톨레마이오스 12세는 자신의 권력을 클레오파트라와 프톨레마이오스 13세에게 이양할 뜻을 밝히고, 에드푸 신전, 덴데라 신전 등의 공공건설사업 등을 펼치며 경제를 안정화시킨다. 기원전 52년 5월 31일, 프톨레마이오스 12세는 클레오파트라에게 대리청정을 맡긴다. 프톨레마이오스 12세가 라비리우스에게 진 빚은 클레오파트라와 프톨레마이오스 13세에게 넘어갔다.

### 권력을 잡다
프톨레마이오스 12세는 죽고, 기원전 51년 3월 22일 클레오파트라는 테베 근처 헤르몬티스에 몬수 황소신상을 설치하는 자리에 참석하는 것으로 여왕의 직무를 시작한다. 그러나 왕권을 잡은 뒤 얼마 지나지 않아 나일강의 수위가 낮아져 흉년이 들고, 가비니우스가 설치한 로마군이 사회적 문제로 대두한다. 뿐만 아니라 아버지는 1,750만 드라크마에 달하는 빚을 로마 공화국에 남기고 갔다.
기원전 50년 시리아 속주의 프로콘술인 마르쿠스 칼푸르니우스 비불루스는 가비니우스가 남기고 간 로마군들을 로마-파르티아 전쟁에 동원하기 위해 장남과 차남을 이집트로 보낸다. 그러나 비불루스의 두 아들은 그들이 동원하려 했던 로마군들에 의해 잔혹하게 살해당한다. 클레오파트라는 두 아들을 살해한 범인들을 비불루스가 직접 처분할 수 있도록 호송해 보내지만, 비불루스는 재판권은 로마 원로원에게만 있다며 클레오파트라를 문책하고 이들을 돌려보낸다. 비불루스는 이후 카이사르의 내전에서 폼페이우스의 편을 들었지만 카이사르가 그리스에 함대를 상륙시키는 것을 막지 못했고, 이는 카이사르가 폼페이우스를 뒤쫓아 이집트에 갈 수 있도록 길을 열어주는 꼴이 되었다.
기원전 51년 8월 29일부터 클레오파트라는 이집트의 단독 군주로 등장하는데, 이는 남동생 프톨레마이오스 13세가 클레오파트라에게 밀려 공동 통치자가 되지 못했음을 암시한다. 클레오파트라가 프톨레마이오스 13세와 결혼했다고 추측하긴 하나 이를 확실히 입증해줄만한 기록은 없다. 남매간의 결혼은 당대 그리스인들에게는 혐오스러운 것이었지만, 프톨레마이오스 2세 필라델포스 이후로 프톨레마이오스 통치자들에게는 자연스러운 일이었다.
프톨레마이오스 13세는 클레오파트라에게 밀려나긴 했지만 그의 가정교사이자 섭정이며 재산 관리인이었던 내시 포테이노스를 비롯해 많은 조력자들이 있었다. 클레오파트라에 반대하는 사람들로는 또다른 가정교사 테오도투스와 장군 아킬라스가 있었다. 클레오파트라는 남동생 프톨레마이오스 14세와 잠깐 동안 동맹을 형성했지만 기원전 50년 가을부터 프톨레마이오스 13세가 클레오파트라보다 앞에 서명하는 등 클레오파트라는 점점 밀려나기 시작한다. 기원전 49년에는 프톨레마이오스 13세를 기준으로 한 기년법이 부여된다.

### 폼페이우스의 암살

기원전 70~60년의 원본에 대한 모작으로 인정받는 아우구스투스(기원전 27~기원후 14년) 때 제작된 폼페이우스의 석고상. 이탈리아 베니스 국립고고학박물관 소장.

기원전 49년 여름, 폼페이우스의 아들 그나이우스 폼페이우스가 아버지의 명을 받고 군사적 지원을 요청하러 도착했을 때 클레오파트라의 군대는 알렉산드리아에서 여전히 프톨레마이오스 13세에 맞서 내전을 벌이고 있었다. 폼페이우스는 카이사르가 갈리아 전쟁에서 이탈리아로 돌아와 기원전 49년 1월 루비콘강을 건넌 후 추격을 피해 그리스로 도망친 상황이었다. 클레오파트라와 프톨레마이오스 13세는 마지못해 공동성명으로 이를 재가하며 60척의 배와 가비니우스가 두고 간 로마군들을 포함해 500명의 병력을 보냈는데, 이로써 로마에 진 빚의 일부를 변제할 수 있었다. 남동생과의 싸움에서 진 클레오파트라는 알렉산드리아에서 도망쳐 테베 지역으로 철수해야 했다. 기원전 48년 봄이 되기 전, 클레오파트라는 여동생 아르시노에 4세와 함께 이집트로 향할 침략군을 모으기 위해 시리아 속주로 향한다. 결국 지원군을 이끌고 돌아왔지만, 로마 주둔군까지 동원한 남동생의 군대에 의해 진격하지 못하고 나일강 삼각주 동부에 있는 펠루시움 외곽에 주둔한다.
한편 기원전 48년 8월 9일 그리스에서는 카이사르가 파르살루스에서의 전투 끝에 폼페이우스의 군대를 섬멸하고 폼페이우스는 레바논의 티레로 후퇴한다. 폼페이우스는 프톨레마이오스 왕조와의 우호적 관계에 기대 이집트로 피난해 병력을 정비하자는 결정을 내린다. 그러나 프톨레마이오스 13세의 고문들은 이집트가 로마 내전의 각축장으로 변하는 것을 두려워한다. 결국 테오도투스의 계략에 의해 폼페이우스는 자신을 초청하는 편지를 받고 펠루시움 근처에 배를 타고 도착한 기원전 48년 9월 28일, 매복해있던 암살자에 의해 칼에 찔려 죽었다. 프톨레마이오스 13세는 자신이 내전을 종식시켰다고 생각하여 폼페이우스의 머리를 방부처리한 뒤 10월 초 알렉산드리아에 도착해 왕궁에 거주하던 카이사르에게 보낸다. 그러나 카이사르는 폼페이우스의 죽음에 슬퍼하며 분노하고, 프톨레마이오스 13세와 클레오파트라에게 서로 화해하고 군대를 해산할 것을 요구한다.

### 카이사르와의 관계

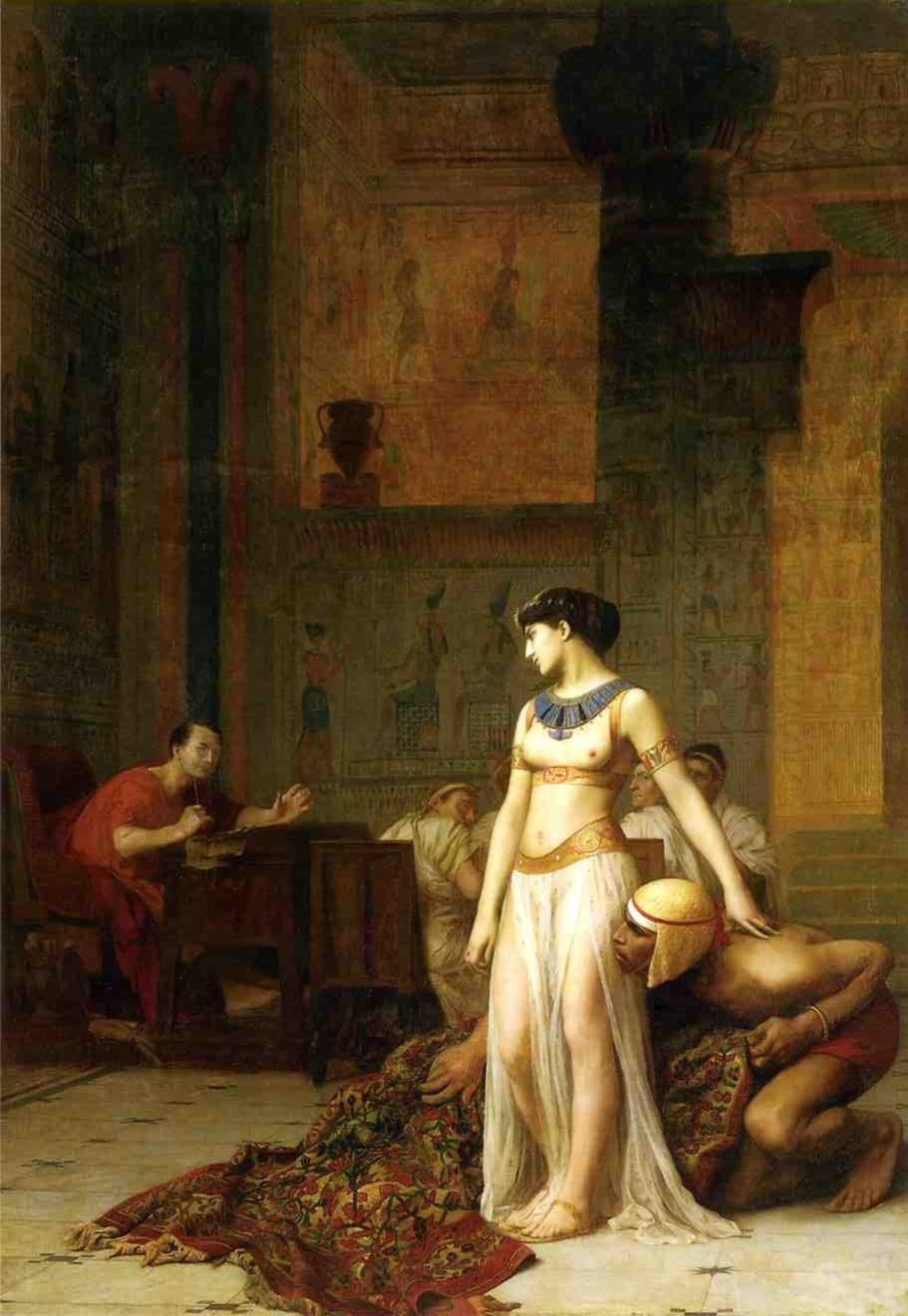
클레오파트라와 카이사르, 1866, 장레옹 제롬

프톨레마이오스 13세는 군대를 해산하고 들어오라는 카이사르의 요구를 보란듯이 무시하고 알렉산드리아에 입성한다. 클레오파트라는 처음에는 카이사르와 사절단으로 소통하다가 카이사르가 왕족 여성들과 불륜을 가지는 경향이 있다는 소문을 듣고 그를 직접 보기 위해 카이사르와 개인적인 만남을 가진다. 역사학자 디오 카시우스는 클레오파트라가 남동생에게 전혀 알리지 않은 채 홀로 매력적인 옷차림을 하고 들어가서 재치있게 시저를 매혹시켰다고 기록했다. 플루타르코스는 클레오파트라가 궁전으로 은밀하게 들어가기 위해 침대 자루 안에 묶여 있었다고 기록한다.
프톨레마이오스 13세는 누나가 카이사르와 함께 궁전에 있다는 것을 알고 나서 알렉산드리아의 군중을 선동하여 소요를 일으키려 했지만, 웅변으로 군중을 진정시킨 카이사르에게 체포되었다. 카이사르는 클레오파트라와 프톨레마이오스 13세를 알렉산드리아의 시민 회의 앞에 데리고 온다. 그리고 프톨레마이오스 12세가 폼페이우스에게 맡긴 서면 유언장의 내용을 공개하는데, 이 유언장에는 프톨레마이오스 12세가 클레오파트라와 프톨레마이오스 13세 둘이 이집트를 공동으로 통치하라는 내용이 담겨있었다. 그리고 카이사르는 나머지 남매 아르시오네 4세와 프톨레마이오스 14세로 하여금 키프로스를 공동 통치하도록 하여, 기원전 58년 로마에게 키프로스를 빼앗긴 이집트를 달랜다.

그러나 이러한 결정이 프톨레마이오스 13세보다 클레오파트라에 편향된 것이라고 판단한 포테이노스는 아킬라스로 하여금 2만의 군대를 이끌고 알렉산드리아로 진군하게 한다. 이는 당시 카이사르가 4천명의 병력만을 가지고 있다는 판단에 기인한다. 그러나 포테이노스는 카이사르에 의해 처형당하고, 아르시노에 4세는 아킬라스의 군대에 합류해 스스로 여왕에 오른다. 이후 얼마 지나지 않아 아킬라스는 아르시노에의 개인교사였던 환관 가니메데스에 의해 살해당하고 총지휘관의 자리를 빼앗긴다. 가니메데스는 카이사르를 속여 억류되어있던 프톨레마이오스 13세과 직접 협상하고 싶다고 한 뒤 프톨레마이오스 13세를 빼내 군대에 합류시키는데 성공한다. 결국 알렉산드리아에는 카이사르와 클레오파트라만이 남게 되고, 이렇게 시작된 알렉산드리아 공성전은 기원전 47년까지 계속되었다.

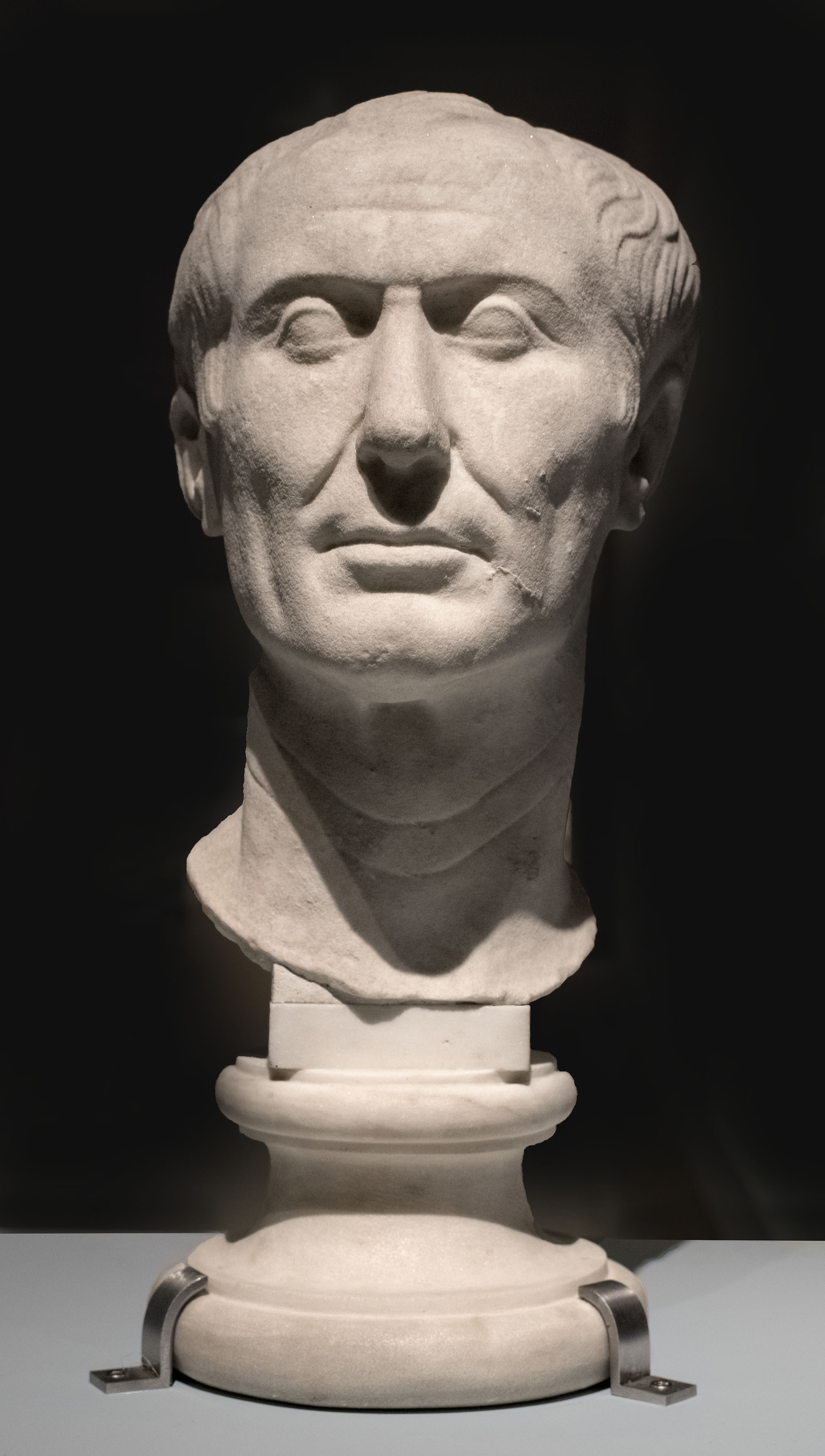
투스쿨룸에서 발굴된 카이사르의 흉상. 카이사르 생전에 제작된 현존하는 유일한 흉상으로, 토리노 고고학 박물관에서 소장중이다.

기원전 47년 1월과 3월 사이, 페르가몬의 미트리다테스와 이두매인 안티파테르가 이끄는 병력을 포함한 카이사르의 지원군이 도착했다. 프톨레마이오스 13세와 아르시노에 4세는 군대를 나일강까지 철수시키나 거기서 카이사르에게 공격을 당해 섬멸당한다. 프톨레마이오스 13세는 도망치던 중에 배가 뒤집혀 익사한다. 가니메데스는 전사한 것으로 추정되고, 테오도투스는 몇 년 후 아시아에서 마르쿠스 유니우스 브루투스에게 붙잡혀 처형당한다. 아르시노에 4세는 로마에서 열린 카이사르의 승전 기념식에 강제로 끌려간 뒤 에페소스의 아르테미스 신전으로 추방당한다. 클레오파트라가 이 일련의 행사에 참석하지 않고 왕궁에 머물렀다는 사실은 주목할만 한데, 48년 9월부터 카이사르의 아이를 임신했기 때문으로 추측된다.
집정관으로서 카이사르의 임기는 기원전 48년 말에 종료된다. 이 때 카이사르는 휘하 장교 안토니우스의 도움으로 독재관에 오르는데, 이로서 프톨레마이오스 왕가의 분쟁을 해결할 법적 권한을 갖게 된다. 과거 클레오파트라의 언니 베레니케 4세가 단독 여성 군주로 부임했던 것을 실수였다고 생각한 카이사르는 당시 22살의 클레오파트라와 12살 된 남동생 프톨레마이오스 14세를 공동 통치자로 임명한다. 하지만 클레오파트라와 카이사르는 동거관계를 계속 이어나갔다. 키프로스도 기원전 42년 이전에 클레오파트라의 지배를 받기 시작한다.
카이사르는 기원전 47년경에 이집트를 떠나 아나톨리아에서 문제를 일으키고 있던 폰토스 왕국의 파르나케스 2세와 대치했다고 전해진다. 카이사르는 본처 칼푸르니아가 아직 자식을 낳지 못했기 때문에 클레오파트라가 아들을 낳았을 때 클레오파트라와 함께 있는 모습을 보여주고 싶지 않았던 것으로 해석한다. 카이사르는 나중에 노예출신인 루피오의 휘하에 4개 군단을 맡긴 뒤 이집트에 주둔시키는데, 이집트에서 클레오파트라의 입지를 굳히면서도 한편으로는 활동을 감시하고 통제하기 위한 용도였던 것으로 파악된다.
클레오파트라는 기원전 47년 6월 23일에 카이사리온을 낳고, "카이사르 파라오"라는 칭호를 부여한다. 카이사르는 본처인 칼푸르니아와의 사이에 아직 자녀가 없음을 생각하고 카이사리온에 대해서는 침묵을 지켰다. 반면에 클레오파트라는 카이사리온의 아버지가 카이사르라고 여러 번 공식적으로 선언한다.

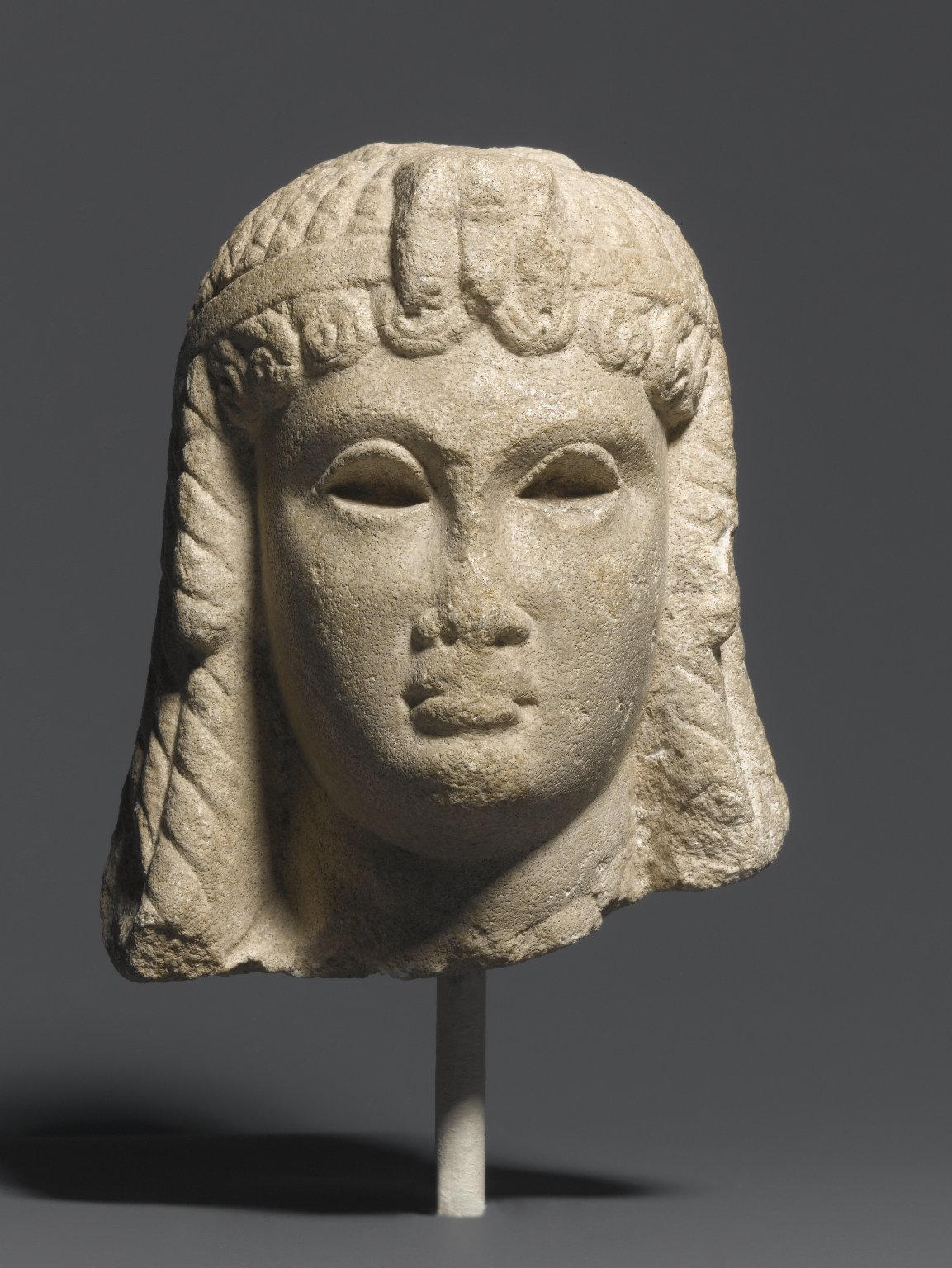
기원전 51~30년 경에 제작된 프톨레마이오스 왕조의 여왕 흉상. 클레오파트라의 것으로 추정된다. 브루클린 미술관 소장.

클레오파트라와 명목상 공동 통치자 프톨레마이오스 14세는 기원전 46년 말 로마를 방문했는데, 카이사리온은 동행하지 않은 것으로 여겨진다. 카이사르는 티베레강 건너 자신의 정원 내에 있는 별장을 숙소로 제공한다. 카이사르는 그들의 아버지 프톨레마이오스 12세와 마찬가지로, 클레오파트라와 프톨레마이오스 14세 모두에게 "로마인의 친구이자 동맹(라틴어: socius et amicus populi Romani)"이라는 법적 지위를 부여했는데, 로마에 충성을 맹세한 종속국의 군주에게 부여하는 호칭이었다.
카이사르의 별장에 머물 때 클레오파트라를 방문한 사람들 중에는 원로 키케로도 있었는데, 그는 후에 클레오파트라가 거만했다고 말했다. 클레오파트라의 신하인 알렉산드리아의 소시게네스는 카이사르를 도와 기원전 45년 1월 1일 시행될 새로운 율리우스력을 제작했다. 기원전 46년 9월 25일 카이사르의 포럼에 세워진 비너스 신전에는 3세기까지 클레오파트라의 황금 조각상이 있었는데, 로마인의 어머니인 비너스 여신과 카이사르의 아이의 어머니로 비정되는 클레오파트라를 동일시하는 효과가 있었다. 이 금상은 이집트 여신 이시스를 로마 종교와 교묘하게 연결시키는 기능도 했다.
클레오파트라의 로마 방문은 카이사르가 암살되기 한달 전 루페르칼리아 축제에서의 사건들에 영향을 미쳤을 가능성이 크다. 이 축제에서 안토니우스는 카이사르의 머리에 다이아뎀을 씌우려 했지만, 카이사르는 대중이 헬레니즘식 전제정에 부담을 느끼는 것을 감지하고는 이를 거절한다. 마찬가지로 여기 참석한 키케로는 마치 조롱하듯 다이아뎀을 어디서 났는지 물었는데, 이것은 키케로가 싫어하던 클레오파트라를 암시하는 것으로 분석된다. 카이사르는 3월 15일에 암살되었지만, 클레오파트라는 카이사리온이 카이사르의 후계자로 인정받기를 바라는 헛된 희망으로 4월 중순까지 로마에 머물렀다. 하지만, 카이사르는 유언장으로 누나의 손자 옥타비아누스를 1차 상속인으로 지명했고, 클레오파트라는 이제 이집트로 떠나기로 결심한 비슷한 시기에 이탈리아에 도착했다. 몇 달 후, 클레오파트라는 프톨레마이오스 14세를 독하고 아들 카이사리온을 자신과의 공동 통치자로 격상시켰다.

### 리베라토레스의 내전

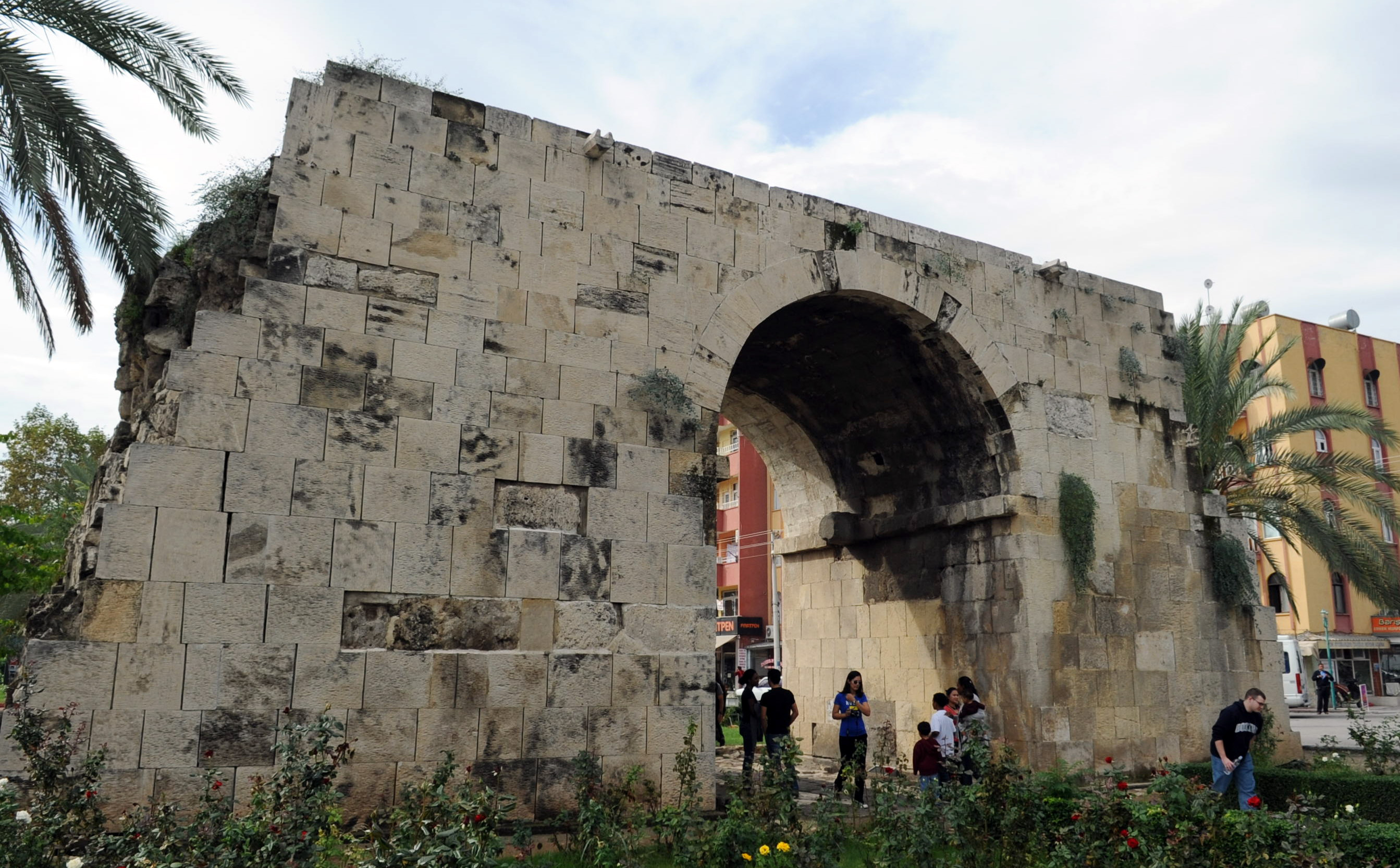
기원전 41년 안토니우스와 클레오파트라가 만난 클레오파트라의 문. 터키 타르수스.

옥타비아누스, 안토니우스, 마르쿠스 아이밀리우스 레피두스는 기원전 43년에 카이사르의 암살에 정의의 심판을 내리라는 명목으로 선출되어 제2차 삼두정치를 결성했다. 클레오파트라는 리베라토레스측에서는 카이사르의 암살자 중 한 명인 가이우스 카시우스 롱기누스로부터, 삼두정 측에서는 시리아의 프로콘술이자 카이사르의 충신인 푸블리우스 코르넬리우스 돌라벨라로부터 군사 지원을 요청하는 서신을 받았다. 이후 롱기누스에게는 이집트가 내외로 많은 문제에 직면해있다고 회신한 반면, 돌라벨라에게는 카이사르가 이집트에 남긴 4개 군단을 파견했다. 그러나 이 군대는 돌라벨라에게 도착하지 못하고 팔레스타인에 있던 롱기누스에게 사로잡혔다. 클레오파트라가 키프로스의 총독으로 임명한 세라피온이 롱기누스에게 망명하여 선박을 제공하는 동안, 클레오파트라는 옥타비아누스와 안토니우스를 지원하기 위해 자신의 선단을 그리스로 데려갔다. 그러나 지중해에서 폭풍의 피해를 입고 도착이 너무 지연된 탓에 전투에 도움을 주지는 못했다. 기원전 42년 가을, 필리피 전투에서 카시우스와 브루투스가 자살하여 안토니우스는 카이사르의 암살자들에게 승리를 거두었다.
기원전 42년 말까지 옥타비아누스는 로마 공화정의 서쪽 절반을, 안토니우스는 동쪽 절반을 장악했고, 레피두스는 세력을 떨치지 못했다. 기원전 41년 여름, 안토니우스는 아나톨리아의 타르수스에 사령부를 설립하고 클레오파트라를 초청하는 서신을 여러 편 보냈는데, 클레오파트라는 처음에는 거절하지만 안토니우스의 사절 퀸투스 델리우스의 언변에 넘어가 안토니우스를 만나러 갔다. 클레오파트라는 내전 동안 롱기누스를 지원했다는 오해를 풀고 레반트의 영토 교환을 목적으로 회담에 참석하지만, 안토니우스는 사랑에 빠져 개인적인 교제를 목적으로 클레오파트라에게 접근했다. 클레오파트라는 자신이 타고 온 탈라메고스호에 안토니우스와 그 부하들을 태우고 이틀동안 키드노스 강을 거슬러 타르수스로 가는 길에 호화로운 연회를 베풀었다. 클레오파트라는 롱기누스가 아닌 돌라벨라를 도우려 노력했다고 결백을 호소했고, 추방된 여동생 아르시노에 4세를 에페소스에서 처형해달라고 안토니우스를 설득했다. 클레오파트라에게 반기를 든 키프로스의 전 총독 역시 처형을 위해 넘겨졌다.

### 안토니우스와의 관계

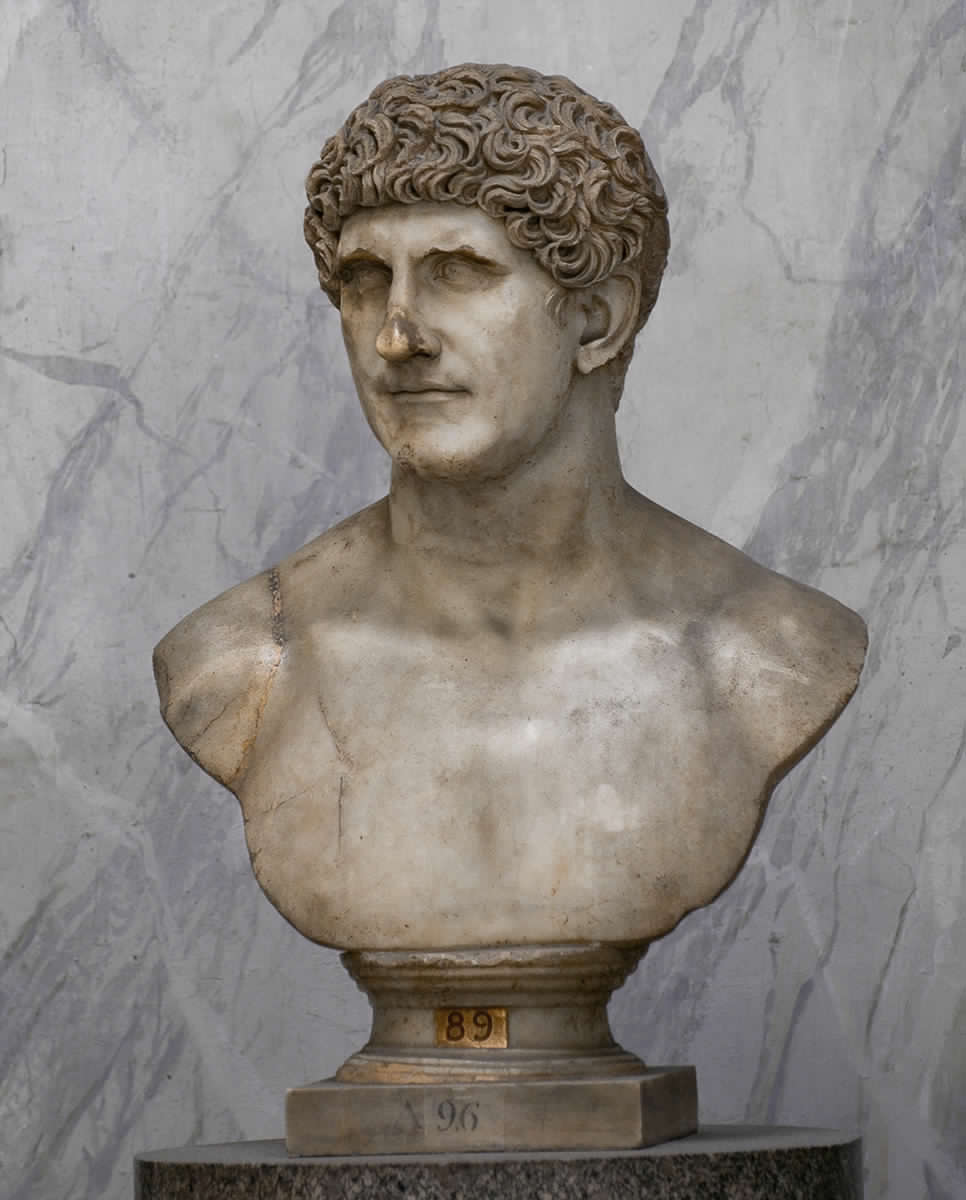
마르쿠스 안토니우스의 흉상, 1세기 후반 추정, 바티칸 미술관.

클레오파트라는 타르수스에서 출발하기 전에 안토니우스를 이집트로 초대했고, 안토니우스는 기원전 41년 11월 알렉산드리아를 방문했다. 알렉산드리아의 민중은 안토니우스가 프톨레마이오스 12세를 복권시키는 과정에서 보여준 영웅적인 행동과 더불어, 카이사르와 다르게 군대를 데리고 오지 않은 점에 대해 호감을 가졌다. 이집트에 도착한 안토니우스는 클레오파트라의 배에서 볼 수 있었던 호화로운 왕실 생활을 즐기기 시작했다. 그는 또한 푸블리우스 벤티디우스 바수스와 같은 부하들로 하여금 아나톨리아와 시리아에서 파르티아인들을 몰아내도록 지시하였다.
클레오파트라는 안토니우스를 카이사르의 사후 가장 강력한 인물이라고 생각한 까닭에, 후계자를 낳을 자신의 남편감으로 선택했다. 안토니우스는 삼두 중 하나로서 현재 로마의 손에 있는 과거 프톨레마이오스 왕조의 영토를 클레오파트라에게 다시 돌려줄 수 있는 권한 역시 가지고 있었다. 기원전 38년 11월 19일에 킬리키아와 키프로스가 클레오파트라의 영토가 되었음을 확인할 수 있는데, 클레오파트라가 안토니우스와 함께 지내던 기원전 41-40년 겨울에 양도된 것으로 본다.
기원전 40년 봄, 파르티아 제국에서 망명한 로마 장교 퀸투스 라비에누스가 시리아를 공격해 총독 루키우스 데키디우스 삭사가 전사하고 군대가 사로잡히는 사건이 발생했했다. 안토니우스는 이 문제를 해결하기 위해 이집트를 떠나는데, 클레오파트라는 회복한 영토에 대한 보답으로 안토니우스에게 200척의 선박을 지원했다. 이 둘은 기원전 37년이 되어서야 재회하지만, 서신으로 연락은 계속 이어갔다. 클레오파트라가 안토니우스의 군에 첩자를 심어두어 계속 그의 소식을 파악했다는 증거도 있다. 기원전 40년 말, 클레오파트라는 쌍둥이를 낳는다. 이 때 태어난 아들 알렉산드로스 헬리오스와 딸 클레오파트라 셀레네 2세 모두 안토니우스가 자신의 친자로 인정했다. 태양을 의미하는 헬리오스와 달을 의미하는 셀레네는, 안토니우스가 파르티아를 정복함으로써 알렉산드로스 대왕의 위업을 재현할 것이라는 클레오파트라의 기대뿐만 아니라 새 기운이 흐르는 사회의 상징이었다.

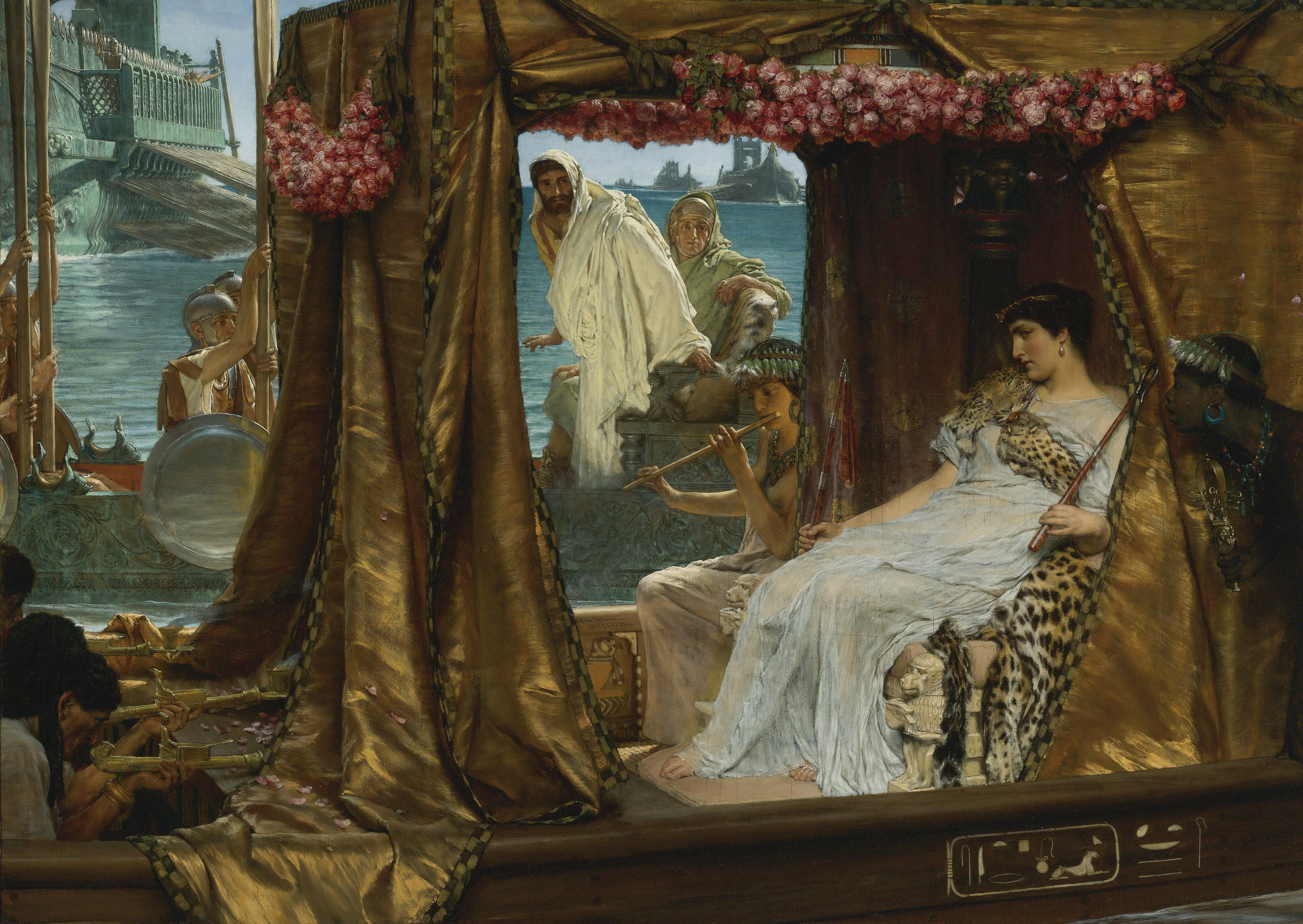
안토니우스와 클레오파트라의 만남, 1885년, 로런스 알마타데마

마르쿠스 안토니우스의 파르티아 정벌은 안토니우스의 본처 풀비아가 마르쿠스의 동생 루키우스와 함께 옥타비아누스를 상대로 페루시아 전쟁을 일으킴으로서 중단되었다. 풀비아가 안토니우스를 클레오파트라로부터 떼어놓기 위해 전쟁을 일으켰다는 견해도 있으나, 타르수스에서 그 둘이 첫 만남을 가지기 전부터 갈등의 전조는 있었다. 풀비아와 안토니우스의 동생 루키우스 안토니우스는 결국 페루시아에서 옥타비아누스에게 포위되었고, 이탈리아에서 추방당한다. 풀비아는 안토니우스에게로 가다가 그리스의 시키온에서 죽었다. 이 갑작스러운 죽음은 기원전 40년 9월 이탈리아 브룬디시움에서 옥타비아누스와 안토니우스의 평화협정으로 이어졌다. 이 협정에서 로마 공화정의 동쪽 이오니아해에 대한 안토니우스의 지배력이 공고히 승인되었지만, 동시에 안토니우스는 이탈리아, 히스파니아, 갈리아에 대한 옥타비아누스의 지배를 인정하고 그의 여동생과 결혼함으로써 클레오파트라에게 경쟁자가 생겼다.

기원전 40년 12월 클레오파트라는 예상치 못한 손님인 헤로데를 맞이했다. 당시 유대 지방은 파르티아의 힘을 얻어 등극한 안티고노스 2세 마타티아스와 안토니우스에 의해 지원을 받은 헤로데와 그 형 파사엘이 서로 대립하고 있던 상황이었다. 안티고노스 2세는 헤로데의 형 파사엘을 감금했는데, 파사엘은 헤로데가 알렉산드리아의 클레오파트라에게 도망치는 동안 처형되었다. 클레오파트라는 그에게 군사력을 제공하려 했지만, 헤로데는 이를 거절하고 로마로 가 옥타비아누스와 안토니우스로부터 유다의 왕으로 임명받았다. 이로 인해 헤로데는 헤로데 왕국의 주인이 되었는데 그 영토가 과거 프톨레마이오스의 영토와 겹치는 탓에 클레오파트라와 헤로데 사이에 갈등의 씨앗이 심어졌다.
안토니우스는 정실 옥타비아와 기원전 39년에 큰딸 대 안토니아와 기원전 36년에 작은딸 소 안토니아를 낳은데 이어, 사령부를 아테네로 옮기는데 이는 클레오파트라와의 관계가 틀어지는 계기가 되었다. 클레오파트라의 정적이었던 헤로데는 로마의 강력한 군사 지원 끝에 유대의 유일한 통치자가 되었다. 안토니우스와 옥타비아누스의 삼두정이 기원전 37년 1월 1일에 만료되었기 때문에 옥타비아는 타렌툼에서 만남을 주선했고, 회의 끝에 삼두정은 기원전 33년으로 연장되었다. 옥타비아누스가 부여한 두 개의 군단과 옥타비아가 빌려준 천 명의 병사들과 함께 안토니우스는 안티오키아로 가서 파르티아와의 전쟁을 준비하기 시작했다.
안토니우스는 클레오파트라를 안티오키아로 불러 헤로데 왕국과 파르티아 정벌에 대한 재정적 지원과 같은 시급한 문제들을 논의했했다. 클레오파트라는 이제 세 살 된 쌍둥이를 안티오키아로 데려왔는데, 헬리오스와 셀레네라는 이름은 이 때 안토니우스가 지어준 것으로 본다. 이는 단순히 동쪽을 안정시키는 것을 넘어, 클레오파트라의 왕국과 함께 여러 속국들을 아래에 둔 새로운 제국의 설립이라는 야심을 공유한 것에 대한 증거로 본다.
이 회담에서 클레오파트라는 티레와 시돈을 제외한 레반트 지역에 있던 과거 프톨레마이오스 왕국의 영토를 거의 다 복구하는데 성공했다. 프톨레마이오스 2세에 의해 건립된 도시인 아코 역시 할양받았다. 게다가 셀레우코스와 같은 조상을 가진다는 점에 근거하여 오론테스강 상류의 코엘레 시리아 역시 양도받았다. 심지어 팔레스타인의 예리코를 둘러싼 지역도 일부 할양받았지만, 이 영토는 임대의 형식으로 헤로데에게 다시 돌려주었다. 클레오파트라는 또한 아일라나를 포함한 홍해의 아카바만 주변에서 나바테아 왕국의 일부를 할양받았는데, 나바테아 왕 말리쿠스 1세는 이에 앙심을 품었다. 서쪽에서는 크레타의 이타노스와 올루스와 더불어 리비아 해안을 따라 키레네를 넘겨받았다. 비록 여전히 로마 관리들이 통치하기는 했지만, 이 지역들은 프톨레마이오스 왕국에 번영을 가져다주었다.

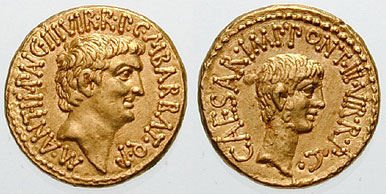
마르쿠스 안토니우스(왼쪽)와 옥타비아누스(오른쪽)이 양각된 아우레우스. 기원전 43년에 선포된 제2차 삼두정치를 기념하기 위해 기원전 41년에 발행되었다.

옥타비아누스는 안토니우스가 로마의 직접 지배 영토를 내어주면서까지 프톨레마이오스 왕국을 확장시킨 점을 이용해 안토니우스를 공격했다. 옥타비아누스는 안토니우스가 아내 옥타비아를 등한시한다는 이야기에 바람을 불어넣었으며, 옥타비아와 자신의 아내 리비아 둘 다에게 신성불가침의 특권을 부여했다. 50여년 전 스키피오 아프리카누스의 딸 코넬리아 아프리카나가 로마인 여성 최초로 자신의 동상을 세운 것처럼, 옥타비아와 리비아의 동상이 세워졌다. 이들의 동상은 옥타비아와 리비아의 동상은 카이사르의 포럼에 세워진 클레오파트라의 동상 곁에 세워졌다.
기원전 36년, 클레오파트라는 안토니우스의 파르티아 제국 정벌에 유프라테스강까지 동행했다. 끝까지 따라가지 못하고 거기서 돌아오는데, 임신이 그 원인으로 지목된다. 기원전 36년 여름, 안토니우스와의 둘째 아들인 프톨레마이오스 필라델포스가 태어났다.
안토니우스의 파르티아 정벌은 동맹군이었던 대아르메니아 왕국의 아르타바스데스 2세의 배신으로 완전히 실패한다. 과거 로마의 수치스러운 패전인 카레 전투에서 잃은 병력보다 더 많은 병력을 잃은 안토니우스는 12월 경 현재의 베이루트 인근 류코코메에 도착해 폭음을 벌였다. 그러던 중 클로에파트라는 물질적 지원을 위해 안토니우스를 방문하고, 안토니우스는 위험을 감내하면서 로마로 돌아가는 대신 자신의 아들을 보기 위해 클레오파트라와 함께 알렉산드리아로 향했다.

### 알렉산드리아 봉헌

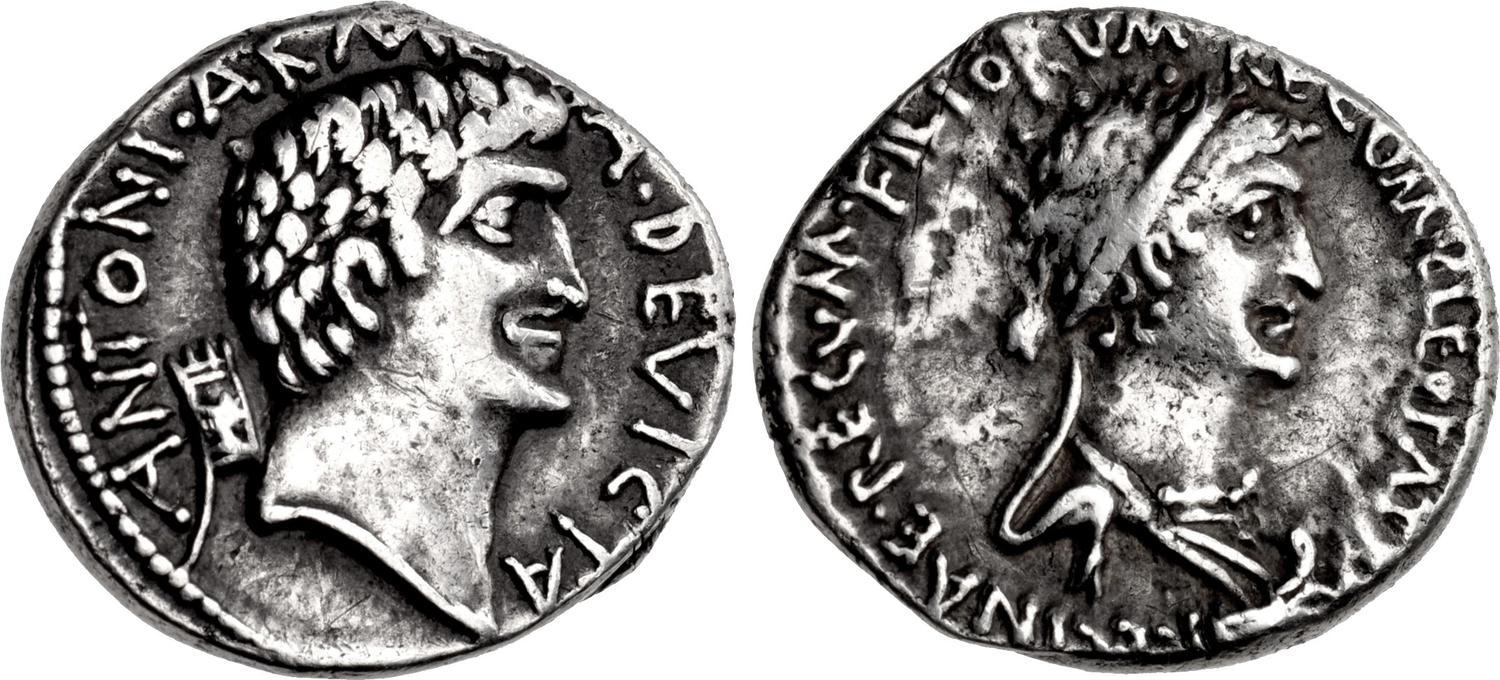
안토니우스가 기원전 34년에 발행한 데나리우스 주화. 앞면에 안토니우스의 초상과 아르메니아를 정벌했다는 내용의 "ANTONIVS ARMENIA DEVICTA"가, 뒷면에 클레오파트라와 그녀의 왕권을 나타내는 "CLEOPATR[AE] REGINAE REGVM FILIORVM REGVM"가 양각되어 있다.

안토니우스는 기원전 35년에 또 다른 파르티아 원정을 준비하는데, 이번에는 파르티아 제국의 아르메니아를 목표로 한다. 옥타비아는 2,000명의 병력을 데리고 아테네로 가는데, 안토니우스를 지원한다는 명목이었지만 저번 파르티아 정벌의 참패를 조롱하기 위해 옥타비아누스가 파견한 것으로 본다. 안토니우스는 이 병력을 받고 옥타비아에게 자신과 클레오파트라가 안티오키아로 갈테니 아테네에서 동쪽으로 오지 말 것을 당부하지만, 갑작스럽게 원정을 포기하고 알렉산드리아로 돌아간다. 이 회군의 이유는 아직까지도 명확히 밝혀지지 않았다. 옥타비아가 로마로 돌아왔을 때 옥타비아누스는 자신의 누이가 안토니우스에게 부당한 대우를 받는 것에 분노하지만, 옥타비아는 안토니우스의 집을 떠나지 않고 계속 머무른다. 당시 옥타비아누스는 시칠리아에서 옥타비아누스에게 반란을 일으킨 죄로 가택연금에 처해진 나머지 삼두 레피두스와 섹스투스 폼페이우스 등 서방의 경쟁자들을 물리쳐 자신의 군사력에 대해 강력한 자부심을 가지고 있었다.
델리우스는 클레오파트라의 아들인 알렉산드로스 헬리오스와 아르메니아 왕의 딸의 정략 결혼을 위해 기원전 34년 아르타바스데스 2세에게 향한다. 아르메니아가 이를 거절하자 안토니우스는 군대를 이끌고 아르메니아로 가서 군대를 처부수고 아르메니아 왕족들을 사로잡는다. 이후 안토니우스는 로마에서의 제전을 모방하여 은빛 데이지 위에 놓인 황금 왕좌에 앉아 있는 클레오파트라에게 사로잡은 아르메니아 왕족들을 선물하는 형식의 개선 행진에 디오니소스 복장을 하고 선두에 선다. 이 개선 행진에 대한 소식은 로마에도 전해졌는데, 유서깊은 로마의 전통이 이집트 여왕에 의해 범해졌다며 혹독한 비판을 받는다.

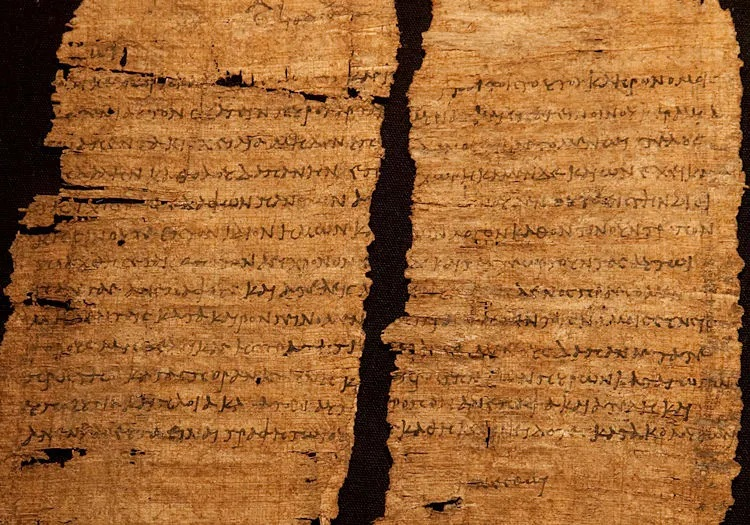
기원전 33년 세금을 공제하는 내용의 파피루스. 클레오파트라의 서명과 함께 "γινέσθωι"라는 문구가 들어있는데, "뜻대로 될 지어다"라는 의미로 여왕이 이를 승인했음을 의미한다.

클레오파트라는 승리 직후 김나시온에서 열린 축제에서 이시스 복장을 하고 장남 카이사리온을 왕중왕으로, 자신을 왕중여왕으로 선포한다. 안토니우스에게서 낳은 자식들도 칭호를 받았는데, 차남 알렉산드로스 헬리오스는 아르메니아와 메디아와 파르티아의 왕으로, 2살 된 삼남 프톨레마이오스 필라델포스는 시리아와 킬리키아의 왕으로 선포되었다. 안토니우스에게서 낳은 딸 클레오파트라 셀레네 2세는 크레타와 키레네의 왕으로 임명되었다. 이 축제에서 안토니우스와 공식적으로 결혼식을 올렸다는 견해도 있다. 안토니우스는 이 축제에서 제안된 영토의 통치권에 대한 비준을 요청하는 보고서를 로마로 보냈다. 옥타비아누스는 자신의 선전을 위해 이것을 대중에게 공개하고자 했지만, 안토니우스를 지지하던 두 집정관에 의해 검열되었다.
기원전 34년 후반에, 향후 수년간 이어질 안토니우스와 옥타비아누스 사이의 선전전이 시작된다. 안토니우스는 옥타비아누스가 레피두스를 불법으로 삼두에서 물러나게 하고 권리를 제한했다고 주장했고, 옥타비아누스는 안토니우스가 아르메니아 왕을 불법 억류하고, 여동생 옥타비아와 부부관계임에도 불구하고 클레오파트라와 결혼했으며, 카이사르의 유언장과 달리 옥타비아누스 대신 카이사리온을 카이사르의 후계자라 주장한 점을 비난했다. 이 선전 전쟁에서 비롯된 내용들은 아우구스투스 시대의 문학에서 현대에 이르기까지 클레오파트라에 대한 대중의 인식 형성에 지대한 영향을 끼쳤다. 옥타비아누스의 선전물 속에서 클레오파트라는 안토니우스를 세뇌시키는 마녀에서부터, 문명을 파괴하는 데 있어 호메로스의 작품에 등장하는 트로이의 헬레네만큼이나 위험한 존재가 되었다. 대 플리니우스는 《박물지》에서 클레오파트라가 저녁 파티에서의 내기에서 이기려는 하찮은 이유로 식초에 진주 수천만알을 녹였다고 주장한다. 안토니우스가 알렉산드리아 도서관을 다시 채우기 위해 페르가뭄 도서관에서 책을 훔쳤다는 비난은 나중에 가이우스 칼비시우스 사비누스에 의해 조작된 것으로 밝혀졌다.

### 악티움 해전

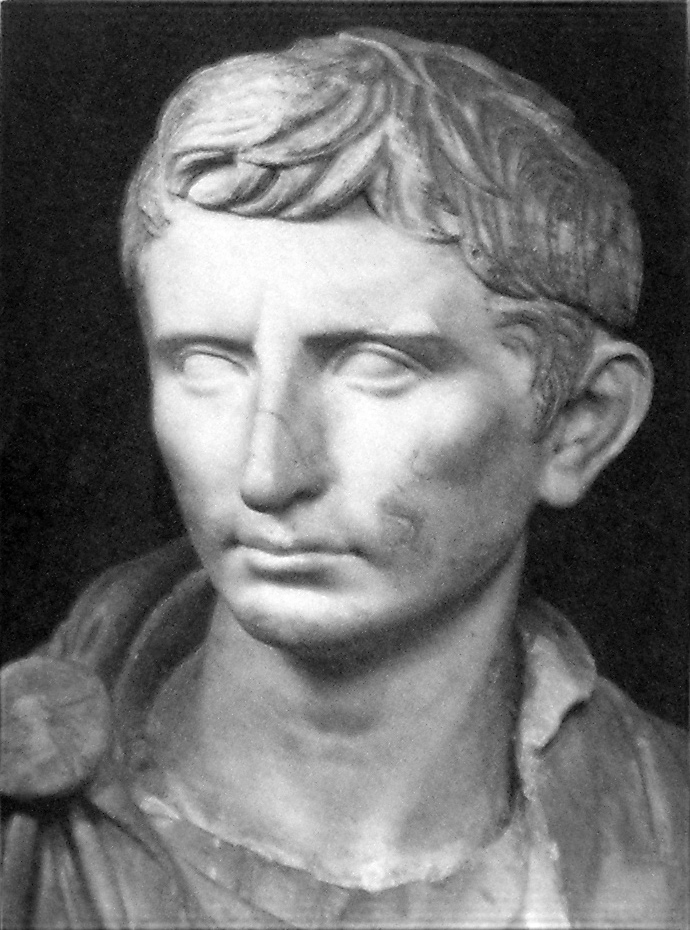
기원전 30년경에 제작된 아우구스투스의 흉상 복원품

옥타비아누스는 자신의 집정관 임기가 시작되는 날인 기원전 33년 1월 1일 원로원 연설에서 안토니우스가 클레오파트라의 노예로서 로마의 자유와 영토 보전을 전복하려 한다고 비난한다. 안토니우스와 옥타비아누스의 이두정이 기원전 33년 12월 31일 만료되기 전에, 안토니우스는 옥타비아누스의 입지를 약화시키기 위해 카이사리온을 카이사르의 진정한 후계자로 선언한다. 기원전 32년 안토니우스 편의 인물인 가이우스 소시우스와 그나에우스 도미티우스 아헤노바르부스가 집정관에 오른다. 이들 중 소시우스는 옥타비아누스가 어떠한 공직도 없는 민간인에 불과하다는 점을 지적하는 비난조의 연설을 하고, 옥타비아누스를 억압할 수 있는 내용의 법률을 제안한다. 다음 원로회 동안 옥타비아누스는 무장 경비원들과 함께 상원 의사당에 들어가 집정관들을 고발한다. 이러한 행위에 두려움을 느낀 안토니우스파 집정관들과 200명 이상의 원로들은 다음날 로마를 떠나 안토니우스에게로 간다.
안토니우스와 클레오파트라는 기원전 32년에 에페수스로 향하는데, 클레오파트라는 안토니우스에게 제공할 수 있는 800척의 함정 중 200척을 제공한다. 옥타비아누스의 선전 내용을 의식한 아헤노바르부스는 안토니우스를 설득하여 옥타비아누스 정벌에 클레오파트라를 제외시키려 했다. 그러나 안토니우스의 부관 푸블리우스 카니디우스 크라수스는 클레오파트라가 전쟁에 막대한 지원을 아끼지 않으며, 군주로서의 능력도 뛰어나다며 아헤노바르부스의 의견에 반대한다. 안토니우스는 아헤노바르부스의 의견에 따라 클레오파트라에게 돌아갈 것을 요청하나, 클레오파트라는 이집트를 방어하려면 그리스에서 옥타비아누스를 막는 편이 더 낫다며 요청을 거절한다. 결국 클레오파트라의 참전에 반대하는 아헤노바르부스와 루키우스 무나티우스 플란쿠스 등의 로마인 간부들이 안토니우스의 진영에서 이탈한다.
기원전 32년 봄 안토니우스와 클레오파트라는 아테네로 향하는데, 여기서 클레오파트라는 안토니우스로 하여금 옥타비아에게 공식적인 이혼 선언서를 보내라고 설득한다. 플란쿠스는 이제 옥타비아누스에게 베스타의 여사제들에게 맡겨진 안토니우스의 유언을 확보해야한다고 간언한다. 신성한 법적 권리를 침해하는 것을 감수하고서 옥타비아누스는 베스타 신전에서 강제로 안토니우스의 유언장을 확보하는데, 이는 안토니우스와 클레오파트라를 상대로 한 선전전에서 유용한 도구가 되었다. 옥타비아누스는 안토니우스의 유언에서 카이사리온을 카이사르의 후계자로 지명하고, 알렉산드리아 봉헌에서의 선언을 확증하고, 클레오파트라와 나란히 알렉산드리아에 묻히길 원하고, 로마 공화국의 새로운 수도로 알렉산드리아를 삼을 것이라는 내용을 발견해 선전에 활용한다. 로마에 대한 충성심을 강조하기 위해 옥타비아누스는 캄푸스 마르티우스에 자신의 영묘를 지을 것이라고 선언한다. 또한 기원전 31년에 집정관으로 선출됨으로써 이전에 문제로 제기되었던 옥타비아누스의 법적 지위 역시 해결되었다. 안토니우스의 유언을 공론화함으로써 전쟁 명분을 확보한 옥타비아누스는 이제 안토니우스가 아닌 클레오파트라에게 전쟁을 선포했다. 전쟁에 대한 법적 명분은 클레오파트라의 영토 획득에 바탕을 둔 것이었는데, 안토니우스의 삼두정치가 만료되었기 때문에 클레오파트라는 이제 민간인에게 군사적인 지원을 하고 있다는 것이 그 골자였다.
안토니우스와 클레오파트라의 함대는 옥타비아누스보다 거대했지만, 병력들은 잘 훈련되지 않은데다가 일부는 상선의 선원들을 징발한 것이었다. 안토니우스는 아드리아해를 건너 타렌툼이나 브룬디시움에서 옥타비아누스를 봉쇄하고자 했지만, 이집트 방어가 주목적인 클레오파트라는 이탈리아를 직접 공격하자는 안토니우스의 결정을 무시한다. 기원전 32년 말 안토니우스와 클레오파트라는 그리스의 파트라이에 사령부를 세워 겨울을 보낸 뒤 이듬해 봄에 암브라키코스만 남쪽의 악티움으로 사령부를 옮긴다.
클레오파트라와 안토니우스는 동맹국을 여럿 가지고 있었지만, 이미 클레오파트라와 갈등을 겪었던 헤로데는 유다에서 지진이 일어나자 지원군을 물린다. 나바테아의 말리쿠스 1세 또한 동맹군에서 탈퇴하는데, 이는 이후 전략적인 영향을 미쳤다. 안토니우스와 클레오파트라는 기원전 31년 여름 악티움 주변에서 옥타비아누스와의 교전에서 몇 차례 패배한데 이어 안토니우스의 오랜 동료 델리우스, 갈라티아왕 아민타스, 파플라고니아의 데이오타로스 등이 옥타비아누스의 진영으로 망명한다. 결국 안토니우스의 진영에서 해전을 포기하고 내륙으로 후퇴하자는 의견까지 나왔지만, 옥타비아누스의 함대를 이집트에서 멀리 떨어뜨리는게 목적이었던 클레오파트라는 해전을 계속 이어간다.

악티움 해전의 배치도

기원전 31년 9월 2일 마르쿠스 빕사니우스 아그리파가 이끄는 옥타비아누스 해군은 악티움 전투에서 안토니우스와 클레오파트라와 대치한다. 클레오파트라는 자신의 주력함인 안토니아스 호를 타고 함대의 후방에 있는 암브라키코스만 입구에서 60척의 배를 지휘했는데, 안토니우스의 장교들이 전투에서 소외시키기 위해 의도적으로 후방에 배치한 것이라는 분석이 지배적이다. 안토니우스는 추격이나 후퇴에서 추진력을 얻기 위해 배에 돛을 달라고 명령한 적이 있는데, 클레오파트라는 이 추진력을 이용해 펠로폰네소스반도로 재빨리 철수하곤 했다. 로마의 작가들은 이를 두고 클레오파트라가 안토니우스를 버리고 비겁하게 도망쳤다고 적지만, 클레오파트라 군이 후퇴한 것은 적군의 봉쇄를 깨트리고 함대를 최대한 인양하는 것이었을 수도 있다. 안토니우스는 클레오파트라를 따라 그녀의 배에 옮겨탔는데, 안토니아스 호는 티리언 퍼플로 염색된 까닭에 쉽게 식별되어 두 사람은 전투를 피해 타이나론으로 후퇴한다. 전하는 바에 따르면 안토니우스는 타이나론에 도착해 클레오파트라의 몸종들이 안토니우스에게 클레오파트라와 대화를 하라고 하기 전까지 클레오파트라와 대화하지 않았다고 한다. 악티움 전투는 클레오파트라와 안토니우스 없이 9월 3일 아침까지 계속되었고, 많은 수가 옥타비아누스에게 망명하였다.

### 죽음

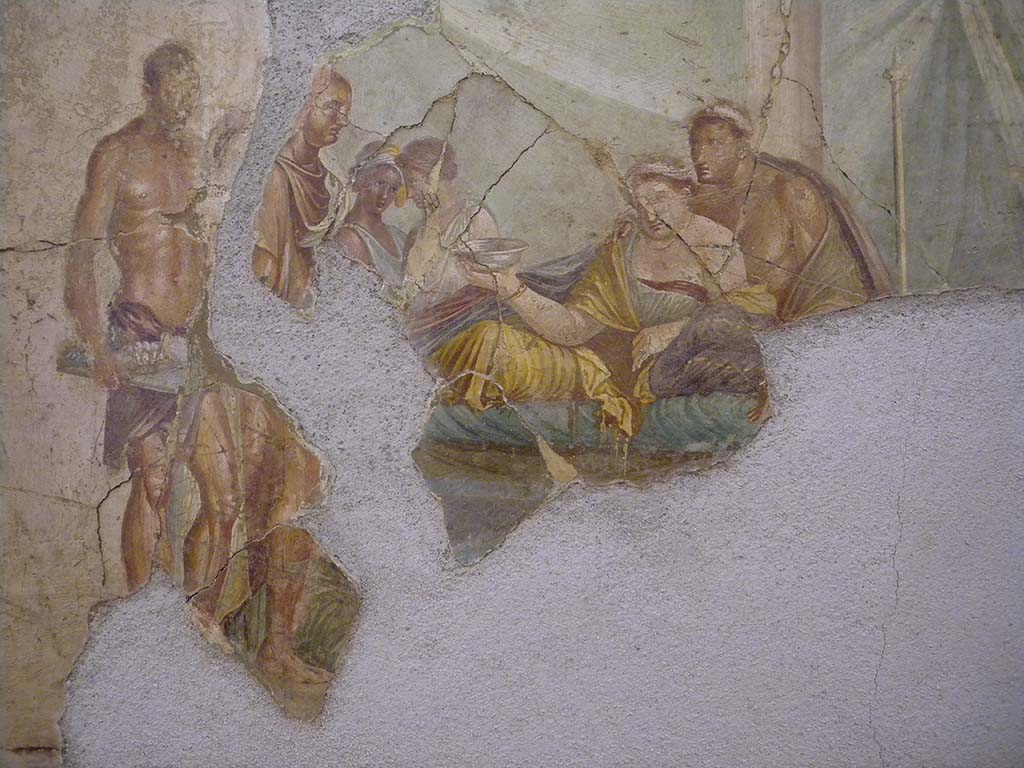
서기 1세기 초 폼페이에 있는 주세페 2세 가문의 집에서 발견된 벽화로, 다이아뎀을 쓴 클레오파트라가 독약을 마시는 장면을 묘사한 것으로 보이며, 아들 카이사리온 역시 다이아뎀을 쓰고 클레오파트라의 뒤를 지키고 있다.

옥타비아누스가 아테네를 점령하는 동안 안토니우스와 클레오파트라는 이집트의 파라이토니온에 상륙한다. 그 후 안토니우스는 키레네로 가서 증원군을 모집한 반면, 클레오파트라는 알렉산드리아 항구로 가서 그리스에서 마치 승리를 거둔 것처럼 거짓말을 한다. 악티움 전투의 결과가 알려지면 반란이 일어날 수도 있다고 생각한 것이다. 이 때 클레오파트라는 과거 아르메니아에서 사로잡아온 아르타바스데스 2세를 처형하고 그 목을 아트로파테네의 아르타바스데스 1세에게 보냈다고 알려져 있다.
안토니우스에 의해 임명된 키레네 총독 루키우스 피나리우스는 안토니우스의 사절단이 총독부에 도착하기 전에 옥타비아누스가 악티움 전투에서 승리했다는 소식을 전해 듣고, 사절단을 처형하여 옥타비아누스의 곁으로 망명하는데 안토니우스가 얻고자 했던 자신 휘하의 4개 군단을 모두 데리고 갔다. 안토니우스는 이 소식을 듣고 자살하려하지만 참모들에 의해 저지당한다. 알렉산드리아로 돌아온 안토니우스는 알렉산드리아의 등대가 있는 파로스섬에 인간혐오와 냉소주의 사상의 철학자 티몬의 이름을 따와 티모네이온이라는 오두막을 짓고 거기에 은거한다. 악티움 전투 이후 안토니우스에게 클레오파트라를 배신해야 한다고 충고했던 헤로데는 옥타비아누스를 만나기 위해 로도스로 갔고 안토니우스에게서 받은 왕위를 내려놓는다. 그러나 옥타비아누스는 헤로데의 말과 충성심에서 깊은 인상을 받아 유대에서 왕위를 계속 유지하도록 했다.
클레오파트라는 기원전 31년 늦여름부터는 안토니우스를 카이사리온에 대한 방해물로 여기기 시작한 것으로 보인다. 클레오파트라는 아들에게 왕위를 물려주고 지중해에서 홍해로 선단을 데려간 다음, 인도에서 회복할 시간을 가질 계획이었다. 하지만 말리쿠스 1세가 옥타비아누스 편인 시리아 총독인 퀸투스 디디우스의 조언대로 클레오파트라의 선단을 불태워 나바테아의 영토를 빼앗긴 것에 대한 해묵은 복수를 자행한 까닭에 클레오파트라는 떠나지 못한다. 이제 옥타비아누스의 자비를 구하는 것 외에는 선택지가 없었다. 옥타비아누스 측에서 퍼뜨린 소문일 가능성이 크지만, 이 시기에 클레오파트라는 죄수들과 하인들에게 다양한 독극물을 시험해보았다고 전해진다.

클레오파트라의 죽음, 1658, 귀도 카냐치

클레오파트라는 자신의 아들 카이사리온을 신전의 입단식을 통해 시민권을 획득하기 전 청년으로서의 의무가 부여되는 에페보스로 등록하는데, 콥토스에서 발견된 비석에 의하면 기원전 31년경에는 클레오파트라는 카이사리온을 이집트의 유일한 통치자가 될 수 있도록 지원했다. 연대의 뜻으로 안토니우스는 풀비아에게서 낳은 아들인 마르쿠스 안토니우스 안틸루스 역시 입단식을 통해 에페보스로 등극시켰다. 이즈음 계속 로도스에 머물고 있던 옥타비아누스에게 클레오파트라와 안토니우스가 각각 사절을 통해 편지를 보냈는데, 클레오파트라만 답장을 받은 것으로 보인다. 클레오파트라는 자신의 자녀들에게 이집트를 상속하는 것을 허락할 것과, 안토니우스의 생존을 요구하며 상당한 선물을 보냈는데 만일 소원을 들어준다면 향후 더 많은 재화를 보낼 것을 약속했다. 옥타비아누스는 자신의 부하인 티르소스를 클레오파트라에게 보내는데 클레오파트라는 자신의 무덤 속에서 보물과 함께 분신자살하겠다며 협박한다. 티르소스는 살고싶다면 안토니우스를 죽이라고 조언하지만, 뭔가 이상한 낌새를 눈치챈 안토니우스에 의해 곤장을 맞고 아무런 대답도 듣지 못한 채로 옥타비아누스에게 돌아간다.
지리한 협상 끝에 옥타비아누스는 기원전 30년 봄, 이집트를 침공한다. 새로운 동맹인 헤로데로부터 물자를 제공받기 위해 페니키아의 프톨레마이아스에서 잠시 머무른 뒤 곧이어 남쪽으로 이동하여 펠루시온을 빠르게 점령하는데, 동시에 키레네에서 동쪽으로 진군하던 코르넬리우스 갈루스는 파라토니온 근방에서 안토니우스의 군대를 격파한다. 옥타비아누스는 재빨리 알렉산드리아로 진격해 도시의 경마장 바깥쪽에서 휴식을 취하지만, 그새 돌아온 안토니우스에 의해 작은 패배를 맛본다. 그러나 8월 1일, 안토니우스의 해군이 옥타비아누스에게 투항하고 기병대가 그 뒤를 따른다.  클레오파트라는 측근들과 함께 무덤에 숨는데 이 때 안토니우스에게 목숨을 끊었다는 전서를 보낸다. 이에 절망한 안토니우스는 배를 찔러 스스로 목숨을 끊어 53세의 생애를 마친다. 플루타르코스에 따르면, 안토니우스는 숨이 붙은 채로 클레오파트라가 있는 무덤으로 가서 클레오파트라에게 자신이 명예롭게 숨을 거두었고, 옥타비아누스의 동료중 가이우스 프로쿨레이우스는 믿을만한 자라는 말을 남겼다고 한다. 그러나 바로 그 프로쿨레이우스가 사다리를 타고 무덤에 잠입하여 클레오파트라를 사로잡고, 클레오파트라에게 보화와 함께 불타죽을 용기조차 없다고 비아냥댔다. 이렇게 붙잡힌 클레오파트라는 호송되기 전에 안토니우스를 자신과 함께 이집트의 전통 장례법에 따라 안장할 수 있도록 부탁하여 허가받는다.
옥타비아누스는 알렉산드리아에 들어가 왕궁을 점령하고 클레오파트라의 세 자녀들을 사로잡는다. 리비우스에 따르면, 클레오파트라는 옥타비아누스를 만났을 때 "개선식 앞에 서지 않겠다"는 말을 했다고 전해지는데, 현존하는 거의 유일한 육성이다. 옥타비아누스는 생존은 보장하지만 이집트 왕국에 대한 어떠한 계획도 알려주지 않는다. 그러다 옥타비아누스가 아이들을 사흘 뒤 로마로 이주시킬 계획이라는 소식을 듣고서, 여동생 아르시노에 4세처럼 개선식에 포로로 끌려갈 것이라 생각하고서 스스로 목숨을 끊겠노라 다짐한다.  클레오파트라는 기원전 30년 8월 10일 39세의 나이로 자신의 무덤에서 목숨을 끊었다고 알려져 있으나, 사실인지는 확실하지 않다. 하인인 에이라스와 샤미온과 동행했으며, 이들도 같이 목숨을 끊었다는 이야기가 전해진다. 비록 옥타비아누스는 이 사실에 분개했지만, 클레오파트라는 안토니우스 옆에 왕의 위엄을 갖춘 채로 매장되었다 한다. 자살의 방법에 대해 어의 올림포스가 직접 전하는 이야기는 없지만, 이집트 코브라에 물리는 방식으로 자살했다는 야사가 전해진다. 플루타르코스는 몸에 독을 주입하기 위해 가시로 몸에 생채기를 냈다고 이야기하는데 비해, 디오 카시우스는 바늘로 독약을 주입했다고 말하고, 스트라보는 일종의 연고를 이야기한다.
클레오파트라는 마지막 순간에 카이사리온을 상이집트로 보내기로 결심했는데, 아마도 쿠시나 누비아, 에티오피아, 혹은 인도로 도주하기 위한 것으로 보인다. 프톨레마이오스 15세로 등극한 카이사리온은 옥타비아누스가 자신을 왕으로 인정해주리라는 헛소문에 속아 알렉산드리아로 돌아와 18일째 되는 날인 8월 29일 옥타비아누스의 명령에 의해 처형당한다. 그 결과 옥타비아누스는 세상에 시저는 한 명만 존재해야 한다는 철학자 아리우스 디디모스의 조언을 실현했다. 프톨레마이오스 왕국이 멸망하면서 아이깁투스 속주가 설립되고, 헬레니즘 시대는 종말을 맞이했다. 기원전 27년 1월, 옥타비아누스는 아우구스투스로 개명하고 세력을 축적하여 초대 로마 황제로 제국의 시대를 연다.

## 사후
옥타비아누스의 이집트 정복 이후 살아남은 클레오파트라 7세의 자녀는 클레오파트라 셀레네 2세, 알렉산드로스 헬리오스, 프톨레마이오스 필라델포스의 2남 1녀였다. 클레오파트라 7세 사후 이들은 로마에 있는 안토니우스의 전처 소 옥타비아에게 맡겨진다. 클레오파트라 셀레네 2세와 알렉산드로스 헬리오스는 기원전 29년 옥타비아누스의 개선식에 참석한다. 이후 알렉산드로스 헬리오스와 프톨레마이오스 필라델포스의 이야기는 알려진 바가 없다. 셀레네 2세는 소 옥타비아에 의해 누미디아의 군주 유바 2세와 정략혼을 맺는다. 아우구스투스는 기원전 25년에 이 둘을 마우레타니아의 새로운 군주로 세운다. 마우레타니아는 과거 카르타고의 도시 이올이었던 카이사레아 마우레타니아를 수도로 삼는 지방이다. 셀레네 2세는 알렉산드리아에 있는 전 프톨레마이오스 왕조의 학자, 예술가, 정치고문들을 섭외하여 카이사레아에서 헬레니즘 그리스 문화를 꽃피운다. 셀레네 2세는 아들의 이름을 프톨레마이오스로 지어 프톨레마이오스 왕조의 계승의식을 가진 것으로 여겨진다.
셀레네 2세는 기원전 5년경, 유바 2세는 기원후 23/24년에 사망하고 아들 프톨레마이오스가 그 뒤를 잇는다. 그러나 프톨레마이오스는 16년 뒤인 기원후 40년 칼리굴라에 의해 처형된다. 그 이유는 명확히 알려져있지 않으나, 프톨레마이오스가 독단적으로 왕실 주화를 발행한 것이 로마 제국의 주권을 흔들기 위한 시도로 받아들여졌기 때문으로 본다. 군인 황제 시대에  팔미라 제국의 여황 제노비아가 클레오파트라의 후손을 자처하긴 했지만, 마우레타니아의 프톨레마이오스의 처형으로 프톨레마이오스 왕조 출신의 마지막 군주가 사라진 것이다.

## 통치

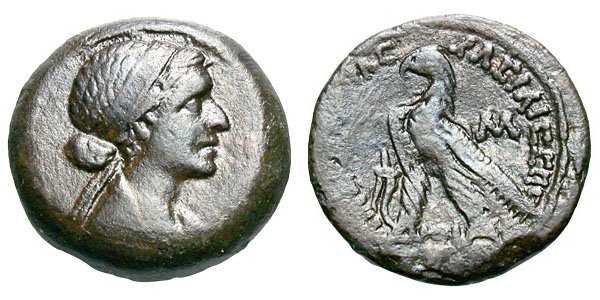
기원전 51년부터 30년까지 사용된 40 드라흠 은화. 알렉산드리아에서 주조되었는데, 다이아뎀을 쓰고 있는 클레오파트라를 양각하였다. 뒷면에는 "ΒΑΣΙΛΙΣΣΗΣ ΚΛΕΟΠΑΤΡΑΣ"라는 문구와, 번개를 잡고 서 있는 독수리가 양각되어 있다.

클레오파트라는 다른 마케도니아계 왕들과 마찬가지로 전제군주정을 펼쳤다. 입법자인 동시에 대사제의 역할도 수행하여, 이집트뿐 아니라 그리스의 여러 신들을 향한 제의를 직접 진행하였다. 이집트와 그리스의 신들 뿐 아니라 다른 신들을 위한 종교시설도 여럿 지었다. 특히 이집트의 유대인들을 위한 시나고그를 지었으며, 카이사르의 사당 역시 알렉산드리아에 건설을 주도했다. 클레오파트라는 국가의 대소사도 직접 관장했다. 나라에 기근이 들었을 때에는 직접 지시하여 곡창을 열어 백성들을 구휼했다. 이상적인 계획 경제를 추진하기도 했다. 관세를 붙이고 일부 사치품은 전매하여 물가를 통제하려 했다. 또한 환율을 고정시키고, 농번기에는 소작농들이 거주지를 떠나지 못하게 하였다. 때때로 경제가 어려우면 주화의 질이 낮아지기도 했는데, 이전 프톨레마이오스 왕조에서 금화를 발행했던 것과는 다르게 클레오파트라 때에는 은화와 동화만 발행하였다.

## 이미지

### 역사학계

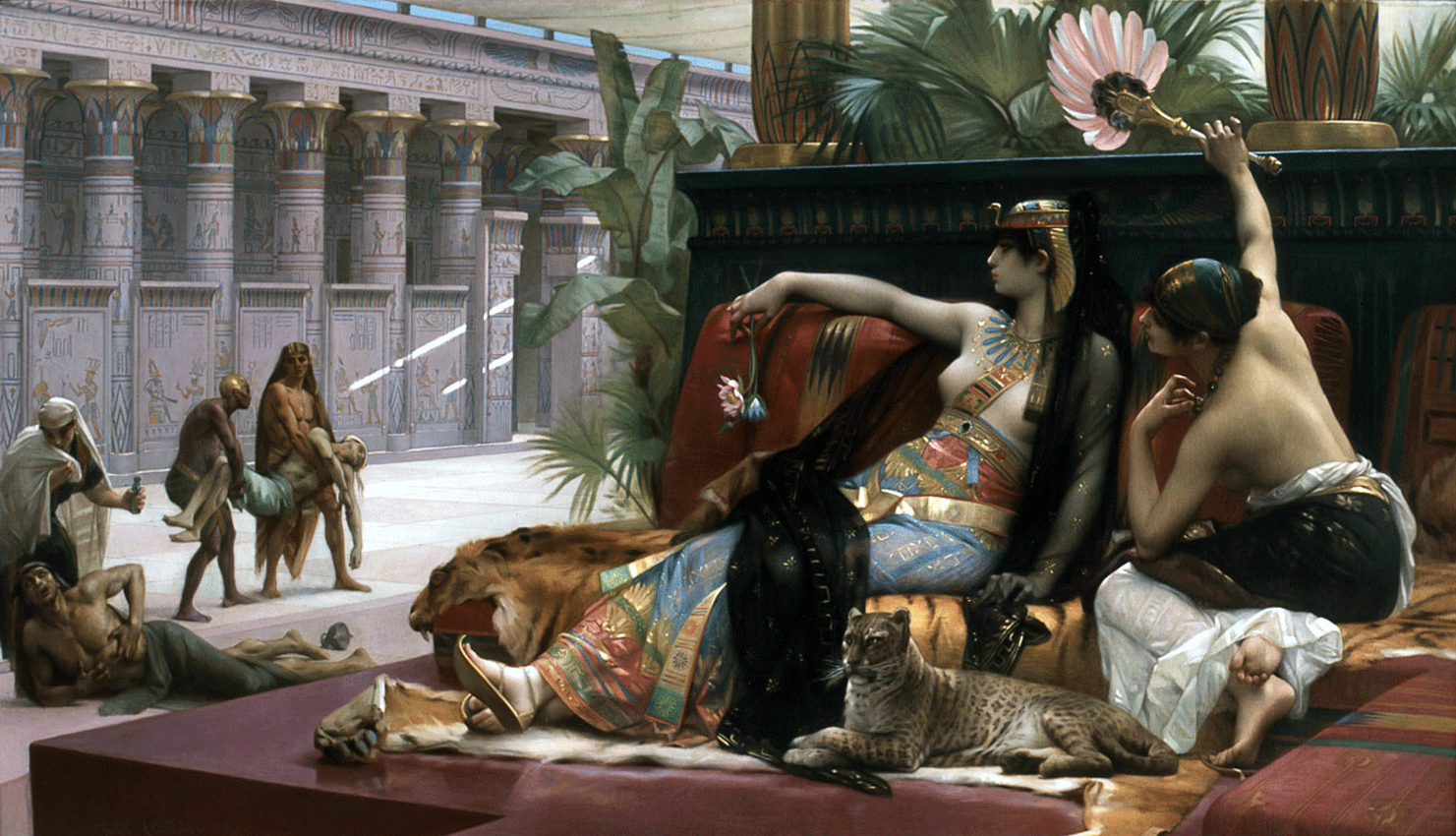
사형수에게 독을 시험하는 클레오파트라. 1887. 알렉상드르 카바넬.

로마 당대의 역사학 문헌 중 클레오파트라를 언급하는 문헌은 약 50건에 달하나, 이들 대부분이 악티움 해전, 클레오파트라의 자살, 클레오파트라가 로마를 짓밟은 불순한 여인이라는 아우구스투스의 프로파간다를 기록한 것에 지나지 않는다. 클레오파트라의 삶에 대해 가장 가치있다고 여겨지는 문헌은 기원후 1세기 경 플루타르코스가 쓴 《플루타르코스 영웅전》 〈안토니우스〉편이다. 플루타르코스는 클레오파트라 사후 1세기 후의 인물이지만, 클레오파트라의 어의로서  프톨레마이오스 왕조의 서가에 드나들었던 올림포스, 암피사의 필로타스, 퀸투스 델리우스 등이 남긴 다양한 1차 자료들을 참고하여 글을 썼다. 당대 사실로 받아들여지던 아우구스투스의 프로파간다에서 자유로울 수는 없었지만, 클레오파트라를 직접 만났던 사람들이 남긴 자료들을 취합한 덕분에 다양한 관점을 제공한다는 평가를 받는다. 플루타르코스와 로마인이자 유대인이었던 역사가 플라비우스 요세푸스 역시 헤로데 1세에 대한 기록을 남기며 클레오파트라에 대해 서술하였는데, 다른 자료들에서 찾아보기 힘든 내용들을 남겼다. 그러나 요세푸스의 기록의 대부분은 헤로데의 회고와 클레오파트라의 자녀들의 가정교사였던 다마스쿠스의 니콜라우스의 기록에 의지한 까닭에 그 관점이 편향되어있다는 평가를 받는다. 디오 카시우스와 사관들이 3세기 경 편찬한 《로마사》는 후기 헬레니즘 세계의 복잡함을 정확히 풀어내지는 못했지만, 클레오파트라 통치기의 프톨레마이오스 왕조를 이전의 왕조와 분리하지 않고 유연히 서술하는데 성공했다.

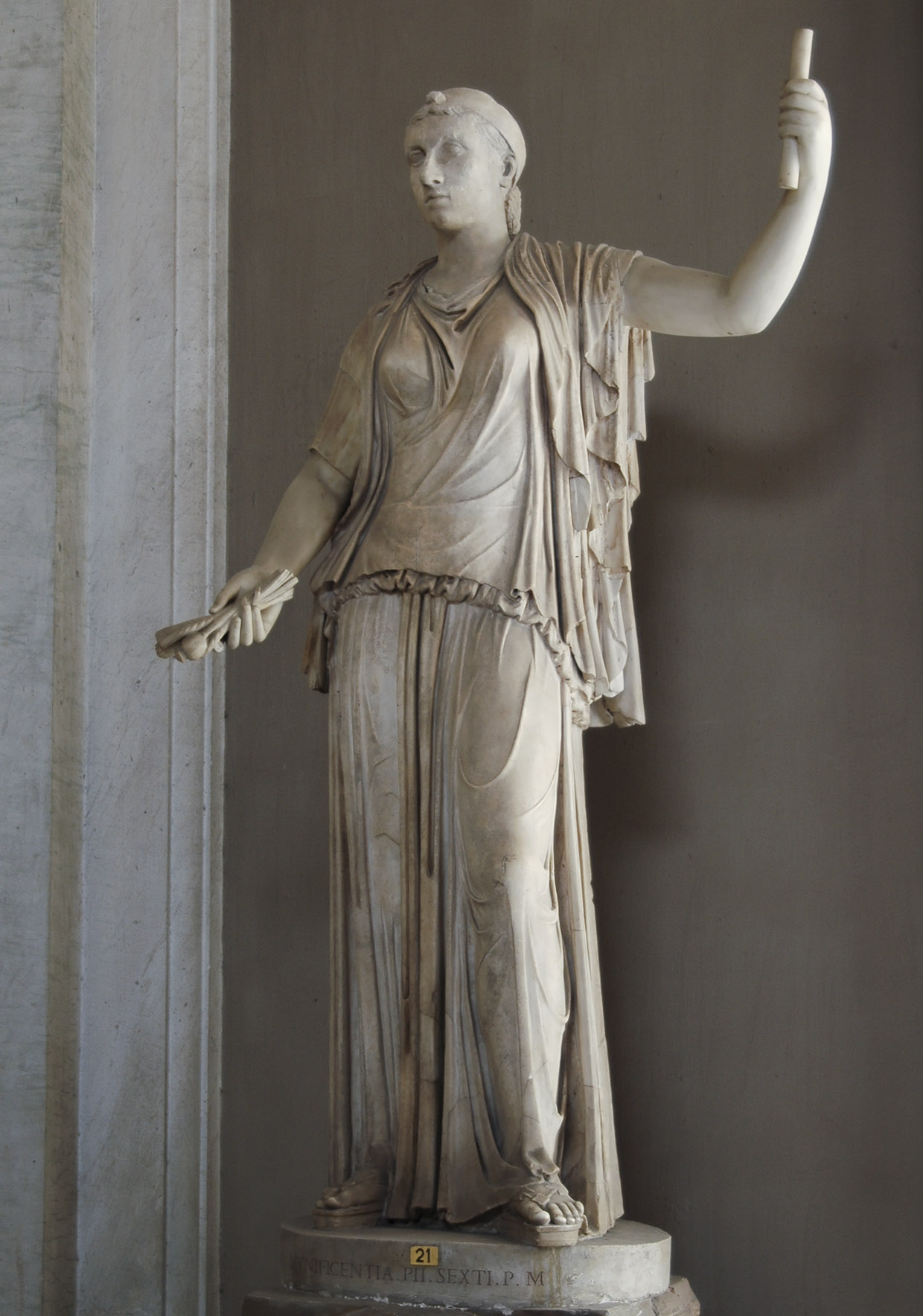
다이아뎀을 착용한 클레오파트라. 로마시대 대리석 조각이다.

어느 카이사르 군 참모의 회고록인 《알렉산드리아 전기》에서는 거의 언급되지 않는다. 클레오파트라와 사적 친분이 있던 마르쿠스 툴리우스 키케로는 담백한 어조로 묘사하였다. 아우구스투스 당대의 작가들인 베르길리우스, 호라티우스, 프로페르티우스, 오비디우스는 아우구스투스를 위시한 당대 로마 제국이 갖고 있던 관점을 특별한 분별 없이 기록하였고, 이것이 이후 로마인들의 클레오파트라에 대한 표준적 인식이 된다. 각 작가의 특징을 살펴보자면, 베르길리우스는 클레오파트라를 멜로드라마나 낭만적 서사시의 여자주인공처럼 묘사하였다. 호라티우스는 클레오파트라의 자살을 긍정적으로 묘사했는데, 이 관점은 중세 후기의 시인 제프리 초서에게도 영향을 주었다. 역사학자 스트라본, 마르쿠스 벨레이우스 파테르쿨루스, 발레리우스 막시무스, 가이우스 플리니우스 세쿤두스, 아피아노스는 플루타르코스나 요세푸스처럼 클레오파트라 생애 전반에 대한 기록을 남기진 않았지만 이와는 독립적으로 세부적인 기록을 일부 남겼다. 이외에도 프톨레마이오스의 화폐, 파피루스 문서, 부조 등에서 클레오파트라 및 프톨레마이오스 왕조의 관점을 알 수 있으나 로마의 기록에 비하면 그 양이 미미하다. 이외에도 클레오파트라 셀레네 2세의 남편인 유바 2세의 지원 아래 작성된 《리뷔카》에서도 클레오파트라를 옹호하는 관점을 볼 수 있다.

### 문화계
르네상스 시대 이후로 클레오파트라는 대중 문화의 아이콘이 되었다. 르네상스 시대에 클레오파트라를 대상으로 하는 문학, 공연, 미술 등의 작품은 그 이전 고전 고대와 비교할 때 그 양이 폭발적으로 증가했으며 대중의 클레오파트라 인식에도 커다란 영향을 주었다. 대표적으로 14세기 영국 시인 제프리 초서는 클레오파트라를 중세 기독교 세계의 맥락으로 설명했다. 그는 클레오파트라를 그의 기사 안토니우스에게 사랑에 빠진 장난기 있는 존재로 묘사했다. 초서의 클레오파트라는 카이사르와 안토니우스를 유혹하는 여인의 면모가 부각되어 있는데, 이는 마찬가지로 14세기 이탈리아의 시인 조반니 보카치오의 영향을 받은 것이다. 르네상스 인문학자 베르나르디노 카치안테는 1504년 작품에서 보카치오가 클레오파트라의 색에 편중되게 서술한 것을 비판하며 클레오파트라의 명예를 옹호하였다.
공연예술에서는 1594년 새뮤얼 다니엘이 연극 《클레오파트라》를 출판한다. 윌리엄 셰익스피어가 그 뒤를 이어 《안토니우스와 클레오파트라》를 1608년에 초연했다. 셰익스피어는 이 작품에서 초서와 마찬가지로 클레오파트라의 색을 강조했는데, "처녀 여왕"이라고도 불리던 엘리자베스 1세와의 대조를 위한 장치로 사용되었다. 블레즈 파스칼은 《팡세》에서 그녀의 코가 조금만 낮았어도 역사가 바뀌었을 것이라고 이야기 했다. 1724년에는 게오르크 프리드리히 헨델이 오페라 《줄리오 체사레》에서 카이사르와 클레오파트라의 열애를 다룬다.
셰익스피어의 《안토니우스와 클레오파트라》는 빅토리아 시대에 들어서는 고전의 반열에 오른다. 로런스 알마타데마, 알렉산드르 푸시킨, 조지 버나드 쇼 등 19세기에서 20세기 초반까지 여러 예술가들이 셰익스피어의 작품을 참고했다. 영화화도 여러 차례 되었으며, 특히 엘리자베스 테일러가 분장한 1963년의 영화 《클레오파트라》의 개봉 즈음에는 미국의 여성 잡지들이 클레오파트라식 화장법, 악세사리, 의상 등을 소개하기도 했다.

### 예술계
클레오파트라를 모델로 삼은 예술작품은 이집트 뿐 아니라 고대 지중해를 둘러싼 세계 전체에서 만들어졌다. 따라서 고대 이집트 양식뿐 아니라 헬레니즘 양식과 로마 양식의 작품이 모두 제작되었다. 클레오파트라를 묘사한 입상, 흉상, 부조, 동전, 카메오가 남아있다. 특히 카메오는 클레오파트라와 안토니우스를 헬레니즘 양식으로 표현한 것으로, 현재 알테스 박물관에서 소장중이다. 벽화 중에서도 클레오파트라를 묘사한 것으로 추정되는 작품이 남아있다.

#### 입상(立像)
이집트 바깥에서 만들어진 대표적인 조소로는 로마의 비너스 게네트릭스 신전에 전시되었던 클레오파트라의 금도금 동상이 있다. 이 상은 카이사르가 세운 것으로 서기 3세기까지 남아있었다. 클레오파트라와 안토니우스가 실각하고 아우구스투스가 집권한 후에도 카이사르에 대한 존중의 표시로 허물지 않고 보존한 것으로 본다.
현존하는 조각품 중에는 실물 크기의 로마양식 입상이 있다. 이 입상은 카시아 가도에 있던 네로의 무덤에서 발견된 것으로, 현재 바티칸 미술관의 피오클레멘티노 전시관에서 전시중이다. 플루타르코스는 아우구스투스가 안토니우스의 입상은 파괴했지만 클레오파트라의 것을 파괴하지 않은 까닭은, 그녀의 친구 아르키비우스가 아우구스투스에게 2,000 달란트를 바치며 보존을 부탁했기 때문이라고 기록하였다.
1950년대부터는 에스퀼리노 언덕에서 1874년에 발굴되어 카피톨리니 미술관에서 전시중인 에스퀼리노 비너스상이 클레오파트라를 모델로 한 것인지에 대한 논의가 이루어졌다. 찬성측은 해당 작품의 헤어스타일과 얼굴을 표현한 방식, 머리에 쓴 다이아뎀과 우라에우스를 근거로 내세웠다. 반대측은 베를린 구 박물관 소장 두상보다 더 갸름하고, 벌거벗은 여신의 모델이 되었을리가 없다고 주장했다. 그러나 이집트에서 이시스 여신의 모델로 묘사된 조소가 발굴되었으며, 일부 주화에서는 비너스-아프로디테 여신의 모습으로 그려지기도 했다는 점에서 반대측의 주장은 반박되었다. 역사적으로도 클레오파트라가 타르수스에서 안토니우스를 마중할 때 아프로디테처럼 꾸며입었다는 기록이 있다. 이 조각상은 양식적으로 기원전 1세기 그리스에서 파시텔레스파 예술가가 제작한 것을 서기 1세기 중반에 로마에서 복제한 것이다.

##### 흉상/두상
현존하는 흉상/두상은 전부 그리스로마 양식으로 제작된 것이다. 개중에는 알테스 박물관의 안티켄잠룽 베를린 콜렉션처럼 코 전체가 온전히 보전된 것도 있지만, 바티칸 미술관 소장품처럼 코가 손상된 것도 있다. 두 작품 모두 왕가의 다이아뎀을 쓰고 있으며 비슷한 외모를 가지고 있는데, 아마도 당대 로마의 비너스 게네트릭스 신전에 있던 동상에 묘사된 클레오파트라를 조각한 것으로 추정된다. 둘 모두 기원전 1세기 중반에 제작된 것으로 아피아 가도의 퀸틸리우스 형제 저택 유적에서 발굴된 것이다. 프란시스코 피나 폴로는 주화에서 묘사된 클레오파트라의 모습에 근거하여 베를린 소장의 클레오파트라 조각상 역시 똥머리를 하고 다이아뎀을 착용했으며 매부리코의 모습으로 묘사되었다는 점에서 클레오파트라의 모습이 분명하다고 확언했다. 세 번째 두상은 알제리 셰르셸 고고학 박물관 소장품이다. 이 역시 베를린과 바티칸 소장품과 비슷한 외모로 조각되었으며 다이아뎀을 착용하고 있는데, 헤어스타일이 다르기 때문에 일각에서는 클레오파트라 셀레네 2세의 것이라고 추정하기도 한다. 파로스 대리석으로 만들어져 독수리 모양 머리장식을 착용한 카피톨리니 미술관 소장품 역시 클레오파트라의 것으로 비정되기도 한다. 이 작품은 로마의 이시스 신전 근처에서 발견된 것으로, 기원전 1세기경에 제작되었다.

##### 회화
폼페이 유적에 있는 마르쿠스 파비우스 루푸스의 집에서 발견된 기원전 1세기경의 폼페이양식 벽화에는 큐피드와 비너스의 그림이 그려져있다. 특이하게도 신전의 열린 문 틈 사이로 모습을 드러낸 모습으로 묘사되었는데, 학자들은 이를 두고 당시 로마에 실제로 존재했던 비너스 게네트릭스 신전의 열린 문 틈 사이로 보이던 클레오파트라와 카이사리온의 상을 묘사한 것으로 본다. 그림 속의 여인은 왕들이 쓰는 다이아뎀을 착용하고 있는데, 그 형태가 바티칸 미술관의 클레오파트라 조각상과 유사하다. 이 조각상의 왼쪽 뺨에 큐피드의 작은 팔이 붙어있다가 떨어져 나간 것으로 해석할 수 있는 흔적이 남아있어 더욱 주목을 받았다. 이 벽화가 그려져있던 방은 벽으로 막혀있었는데, 기원전 30년 아우구스투스가 카이사리온을 처형하는 등 일련의 정치적 사건으로 인한 것일 수 있다. 회화 속 여주인공은 다이아뎀 뒤에 베일을 덮었는데, 그 형체로 미루어보아 그림 속 여성의 헤어스타일이 당대 클레오파트라가 선호하던 멜론 헤어스타일이었다고 추정하기도 한다. 상아색 피부색, 긴 매부리코, 크고 둥근 눈 모두 당시 로마와 프톨레마이오스 이집트에서 신을 묘사할 때 사용하던 표현방식이다.

## 혈통
클레오파트라는 프톨레마이오스 왕조의 마케도니아 그리스 왕조에 속한다. 프톨레마이오스의 유럽 쪽 기원은 그리스 북부로 거슬러 올라간다. 아버지가 프톨레마이오스 12세 아울레테스이기에, 클레오파트라는 마케도니아의 알렉산드로스 3세의 두 유명한 동료인 이집트 프톨레마이오스 왕국의 창시자인 장군 프톨레마이오스 1세 소테르와 서아시아의 셀레우코스 제국 창시자인 셀레우코스 1세 니카토르의 후손이다. 클레오파트라의 부계는 추적할 수 있으나 모계에 대해서는 불명이다. 아버지는 클레오파트라 6세 트뤼파이나(클레오파트라 5세 트뤼파이나라고도 함)로 추정된다. 클레오파트라 5세는 이전에 딸 베레니케 4세를 낳은 프톨레마이오스 12세의 누이이자 아내이다.
클레오파트라 1세 쉬라는 유일하게 프톨레마이오스 왕조에 비(非)그리스 혈통을 포함시킨 것으로 알려진 구성원이다. 클레오파트라 1세의 어머니 라오디케 3세는 페르시아인인 미트리다테스 왕조의 폰토스 왕 미트리다테스 2세와 그리스-페르시아 혈통의 라오디케 사이에서 태어난 딸이다. 클레오파트라 1세 쉬라의 아버지 안티오쿠스 3세 메가스는 셀레우코스 1세 니카토르의 소그디아나 이란인 아내인 여왕 아파마의 후손이다. 일반적으로 프톨레마이오스 왕조는 토착 이집트인과는 혼인하지 않은 것으로 여겨진다. 마이클 그랜트는 프톨레마이오스의 이집트인 내연녀는 단 한 명만이 알려져 있고, 프톨레마이오스의 이집트 출신 부인은 알려져 있지 않다고 주장한다. 그는 더 나아가 클레오파트라에게는 이집트계 혈통이 없고 "자신을 그리스인으로 보았을 것이다."라고 말한다. 스테이시 쉬프는 클레오파트라가 페르시아 혈통이 일부 포함된 마케도니아 그리스인이었으며, 프톨레마이오스가 이집트인과 내연 관계를 갖는 것은 드문 일이었다고 주장한다. 드웨인 W. 롤러는 클레오파트라가 이론상으로 반은 마케도니아 그리스계이고 반은 북이집트 멤피스의 프타의 사제 가문에 속한 이집트 여성의 혈통일 가능성이 있다고 추측한다.(일반적으로 이 가설은 학문적으로 받아들여지지 않는다.) 조상이 누구였든간에, 클레오파트라는 그리스계 프톨레마이오스의 유산을 가장 중요히 여겼다. 에른 브래드포드는 클레오파트라가 "이집트 여성이 아닌 문명화된 그리스인으로서" 로마에 도전했다고 썼다.

클레오파트라에 대한 로마의 선전에서는 그녀가 친생자라는 주장이 나온 적이 없다. 스트라보는 클레오파트라를 비롯한 베레니케 4세 이후에 태어난 프톨레마이오스 12세의 자녀들이 친생자라고 주장한 유일한 고대 역사가였다. 클레오파트라 5세(또는 6세)는 클레오파트라가 태어난 지 몇 달 후인 기원전 69년 말에 프톨레마이오스 12세의 왕궁에서 추방되었고, 프톨레마이오스 12세의 세 자녀는 모두 아내가 없는 동안 태어났다. 프톨레마이오스 사이의 빈번했던 근친상간은 클레오파트라의 직계 조상들에게서도 나타나는데, 그 사례는 아래에 제시되어 있다. 아래에 제시된 가계도에는 프톨레마이오스 12세의 아내인 클레오파트라 5세가 프톨레마이오스 10세 알렉산더 1세와 베레니케 3세의 딸로 나와 있다. 이를 따르면 남편 프톨레마이오스 12세의 사촌이 되지만 클레오파트라 5세는 프톨레마이오스 9세 라튀로스의 딸이었을 수도 있다. 그렇다면 프톨레마이오스 12세의 여자형제이자 아내였을 것이다. 고대 1차 자료의 설명이 혼란을 주었기에 학자들은 프톨레마이오스 12세의 아내를 클레오파트라 5세나 클레오파트라 6세 중 한 명으로 분류하기도 했다. 후자의 경우 클레오파트라는 실제로 프톨레마이오스 12세의 딸이었을 수 있으며, 일부 서적에서는 프톨레마이오스 12세가 로마로 망명해 있었던 기원전 58년에 베레니케 4세의 공동 통치자로서 재등장하지 않고 기원전 69년에 사망했다고 표시하기도 한다.
|                                      |                                      |                                      |                                      | 프톨레마이오스 5세 에피파네스        | 프톨레마이오스 5세 에피파네스        | 프톨레마이오스 5세 에피파네스     | 프톨레마이오스 5세 에피파네스     | 프톨레마이오스 5세 에피파네스 | 프톨레마이오스 5세 에피파네스 |                         |                         | 클레오파트라 1세 쉬라                | 클레오파트라 1세 쉬라                | 클레오파트라 1세 쉬라                | 클레오파트라 1세 쉬라                | 클레오파트라 1세 쉬라                | 클레오파트라 1세 쉬라                |                                      |                                      |                                      |                                      |                  |                  |                  |                  |
|                                      |                                      |                                      |                                      | 프톨레마이오스 5세 에피파네스        | 프톨레마이오스 5세 에피파네스        | 프톨레마이오스 5세 에피파네스     | 프톨레마이오스 5세 에피파네스     | 프톨레마이오스 5세 에피파네스 | 프톨레마이오스 5세 에피파네스 |                         |                         | 클레오파트라 1세 쉬라                | 클레오파트라 1세 쉬라                | 클레오파트라 1세 쉬라                | 클레오파트라 1세 쉬라                | 클레오파트라 1세 쉬라                | 클레오파트라 1세 쉬라                |                                      |                                      |                                      |                                      |                  |                  |                  |                  |
|                                      |                                      |                                      |                                      |                                      |                                      |                                   |                                   |                               |                               |                         |                         |                                      |                                      |                                      |                                      |                                      |                                      |                                      |                                      |                                      |                                      |                  |                  |                  |                  |
|                                      |                                      |                                      |                                      |                                      |                                      |                                   |                                   |                               |                               |                         |                         |                                      |                                      |                                      |                                      |                                      |                                      |                                      |                                      |                                      |                                      |                  |                  |                  |                  |
|                                      |                                      |                                      |                                      |                                      |                                      |                                   |                                   | 프톨레마이오스 6세            | 프톨레마이오스 6세            | 프톨레마이오스 6세      | 프톨레마이오스 6세      | 프톨레마이오스 6세                   | 프톨레마이오스 6세                   |                                      |                                      | 클레오파트라 2세 필로메토라 소테이라 | 클레오파트라 2세 필로메토라 소테이라 | 클레오파트라 2세 필로메토라 소테이라 | 클레오파트라 2세 필로메토라 소테이라 | 클레오파트라 2세 필로메토라 소테이라 | 클레오파트라 2세 필로메토라 소테이라 |                  |                  |                  |                  |
|                                      |                                      |                                      |                                      |                                      |                                      |                                   |                                   | 프톨레마이오스 6세            | 프톨레마이오스 6세            | 프톨레마이오스 6세      | 프톨레마이오스 6세      | 프톨레마이오스 6세                   | 프톨레마이오스 6세                   |                                      |                                      | 클레오파트라 2세 필로메토라 소테이라 | 클레오파트라 2세 필로메토라 소테이라 | 클레오파트라 2세 필로메토라 소테이라 | 클레오파트라 2세 필로메토라 소테이라 | 클레오파트라 2세 필로메토라 소테이라 | 클레오파트라 2세 필로메토라 소테이라 |                  |                  |                  |                  |
|                                      |                                      |                                      |                                      |                                      |                                      |                                   |                                   |                               |                               |                         |                         |                                      |                                      |                                      |                                      |                                      |                                      |                                      |                                      |                                      |                                      |                  |                  |                  |                  |
|                                      |                                      | 프톨레마이오스 8세 에우에르게테스    | 프톨레마이오스 8세 에우에르게테스    | 프톨레마이오스 8세 에우에르게테스    | 프톨레마이오스 8세 에우에르게테스    | 프톨레마이오스 8세 에우에르게테스 | 프톨레마이오스 8세 에우에르게테스 |                               |                               |                         |                         | 클레오파트라 3세 필로메토르 소테이라 | 클레오파트라 3세 필로메토르 소테이라 | 클레오파트라 3세 필로메토르 소테이라 | 클레오파트라 3세 필로메토르 소테이라 | 클레오파트라 3세 필로메토르 소테이라 | 클레오파트라 3세 필로메토르 소테이라 |                                      |                                      |                                      |                                      |                  |                  |                  |                  |
|                                      |                                      | 프톨레마이오스 8세 에우에르게테스    | 프톨레마이오스 8세 에우에르게테스    | 프톨레마이오스 8세 에우에르게테스    | 프톨레마이오스 8세 에우에르게테스    | 프톨레마이오스 8세 에우에르게테스 | 프톨레마이오스 8세 에우에르게테스 |                               |                               |                         |                         | 클레오파트라 3세 필로메토르 소테이라 | 클레오파트라 3세 필로메토르 소테이라 | 클레오파트라 3세 필로메토르 소테이라 | 클레오파트라 3세 필로메토르 소테이라 | 클레오파트라 3세 필로메토르 소테이라 | 클레오파트라 3세 필로메토르 소테이라 |                                      |                                      |                                      |                                      |                  |                  |                  |                  |
|                                      |                                      |                                      |                                      |                                      |                                      |                                   |                                   |                               |                               |                         |                         |                                      |                                      |                                      |                                      |                                      |                                      |                                      |                                      |                                      |                                      |                  |                  |                  |                  |
|                                      |                                      |                                      |                                      |                                      |                                      |                                   |                                   |                               |                               |                         |                         |                                      |                                      |                                      |                                      |                                      |                                      |                                      |                                      |                                      |                                      |                  |                  |                  |                  |
|                                      |                                      |                                      |                                      | 클레오파트라 세레네 1세              | 클레오파트라 세레네 1세              | 클레오파트라 세레네 1세           | 클레오파트라 세레네 1세           | 클레오파트라 세레네 1세       | 클레오파트라 세레네 1세       |                         |                         | 프톨레마이오스 9세 라튀로스          | 프톨레마이오스 9세 라튀로스          | 프톨레마이오스 9세 라튀로스          | 프톨레마이오스 9세 라튀로스          | 프톨레마이오스 9세 라튀로스          | 프톨레마이오스 9세 라튀로스          |                                      |                                      | 클레오파트라 4세                     | 클레오파트라 4세                     | 클레오파트라 4세 | 클레오파트라 4세 | 클레오파트라 4세 | 클레오파트라 4세 |
|                                      |                                      |                                      |                                      | 클레오파트라 세레네 1세              | 클레오파트라 세레네 1세              | 클레오파트라 세레네 1세           | 클레오파트라 세레네 1세           | 클레오파트라 세레네 1세       | 클레오파트라 세레네 1세       |                         |                         | 프톨레마이오스 9세 라튀로스          | 프톨레마이오스 9세 라튀로스          | 프톨레마이오스 9세 라튀로스          | 프톨레마이오스 9세 라튀로스          | 프톨레마이오스 9세 라튀로스          | 프톨레마이오스 9세 라튀로스          |                                      |                                      | 클레오파트라 4세                     | 클레오파트라 4세                     | 클레오파트라 4세 | 클레오파트라 4세 | 클레오파트라 4세 | 클레오파트라 4세 |
|                                      |                                      |                                      |                                      |                                      |                                      |                                   |                                   |                               |                               |                         |                         |                                      |                                      |                                      |                                      |                                      |                                      |                                      |                                      |                                      |                                      |                  |                  |                  |                  |
|                                      |                                      |                                      |                                      |                                      |                                      |                                   |                                   |                               |                               |                         |                         |                                      |                                      |                                      |                                      |                                      |                                      |                                      |                                      |                                      |                                      |                  |                  |                  |                  |
| 프톨레마이오스 10세 알렉산드로스 1세 | 프톨레마이오스 10세 알렉산드로스 1세 | 프톨레마이오스 10세 알렉산드로스 1세 | 프톨레마이오스 10세 알렉산드로스 1세 | 프톨레마이오스 10세 알렉산드로스 1세 | 프톨레마이오스 10세 알렉산드로스 1세 |                                   |                                   | 베레니케 3세 필로파토르       | 베레니케 3세 필로파토르       | 베레니케 3세 필로파토르 | 베레니케 3세 필로파토르 | 베레니케 3세 필로파토르              | 베레니케 3세 필로파토르              |                                      |                                      |                                      |                                      |                                      |                                      |                                      |                                      |                  |                  |                  |                  |
| 프톨레마이오스 10세 알렉산드로스 1세 | 프톨레마이오스 10세 알렉산드로스 1세 | 프톨레마이오스 10세 알렉산드로스 1세 | 프톨레마이오스 10세 알렉산드로스 1세 | 프톨레마이오스 10세 알렉산드로스 1세 | 프톨레마이오스 10세 알렉산드로스 1세 |                                   |                                   | 베레니케 3세 필로파토르       | 베레니케 3세 필로파토르       | 베레니케 3세 필로파토르 | 베레니케 3세 필로파토르 | 베레니케 3세 필로파토르              | 베레니케 3세 필로파토르              |                                      |                                      |                                      |                                      |                                      |                                      |                                      |                                      |                  |                  |                  |                  |
|                                      |                                      |                                      |                                      |                                      |                                      |                                   |                                   |                               |                               |                         |                         |                                      |                                      |                                      |                                      |                                      |                                      |                                      |                                      |                                      |                                      |                  |                  |                  |                  |
|                                      |                                      |                                      |                                      |                                      |                                      |                                   |                                   |                               |                               |                         |                         |                                      |                                      |                                      |                                      |                                      |                                      |                                      |                                      |                                      |                                      |                  |                  |                  |                  |
|                                      |                                      |                                      |                                      | 클레오파트라 5세 트뤼파이나          | 클레오파트라 5세 트뤼파이나          | 클레오파트라 5세 트뤼파이나       | 클레오파트라 5세 트뤼파이나       | 클레오파트라 5세 트뤼파이나   | 클레오파트라 5세 트뤼파이나   |                         |                         |                                      |                                      |                                      |                                      | 프톨레마이오스 12세 아울레테스       | 프톨레마이오스 12세 아울레테스       | 프톨레마이오스 12세 아울레테스       | 프톨레마이오스 12세 아울레테스       | 프톨레마이오스 12세 아울레테스       | 프톨레마이오스 12세 아울레테스       |                  |                  |                  |                  |
|                                      |                                      |                                      |                                      | 클레오파트라 5세 트뤼파이나          | 클레오파트라 5세 트뤼파이나          | 클레오파트라 5세 트뤼파이나       | 클레오파트라 5세 트뤼파이나       | 클레오파트라 5세 트뤼파이나   | 클레오파트라 5세 트뤼파이나   |                         |                         |                                      |                                      |                                      |                                      | 프톨레마이오스 12세 아울레테스       | 프톨레마이오스 12세 아울레테스       | 프톨레마이오스 12세 아울레테스       | 프톨레마이오스 12세 아울레테스       | 프톨레마이오스 12세 아울레테스       | 프톨레마이오스 12세 아울레테스       |                  |                  |                  |                  |
|                                      |                                      |                                      |                                      |                                      |                                      |                                   |                                   |                               |                               |                         |                         |                                      |                                      |                                      |                                      |                                      |                                      |                                      |                                      |                                      |                                      |                  |                  |                  |                  |
|                                      |                                      |                                      |                                      |                                      |                                      |                                   |                                   |                               |                               |                         |                         |                                      |                                      |                                      |                                      |                                      |                                      |                                      |                                      |                                      |                                      |                  |                  |                  |                  |
|                                      |                                      |                                      |                                      |                                      |                                      |                                   |                                   |                               |                               |                         |                         |                                      |                                      |                                      |                                      | 클레오파트라 7세                     |                                      |                                      |                                      |                                      |                                      |                  |                  |                  |                  |

## 주해
1. 1 2  Roller (2010, 149쪽)와 Skeat (1953, 99–100쪽)는 18일간 카이사리온이 군주로 군림했다고 주장하나, (Roller 2010, 149, 214, footnote 103쪽)는 알렉산드리아의 클레멘스의 《양탄자Stromata》를 인용하며 클레오파트라의 죽음과 로마의 이집트 통치가 시작된 날 사이의 공백을 메꾸기 위한 가설에 불과하다고 분석한다.
2. ↑  율리우스력 기준으로는 8월 12일이다. Skeat (1953, 98–100쪽).
3. 1 2  Grant (1972, 3–4, 17쪽), Fletcher (2008, 69, 74, 76쪽), Jones (2006, xiii쪽), Preston (2009, 22쪽), Schiff (2011, 28쪽), Burstein (2004, 11쪽)은 클레오파트라 5세 트뤼파이나를 프톨레마이오스 12세의 아내라고 적어놓은 반면,  Dodson & Hilton (2004, 268–269, 273쪽)과 Roller (2010, 18쪽)에서는 그녀를 클레오파트라 6세 트뤼파이나로 부른다. 이러한 혼동은 초기 사료의 서술 방식에서 오는 것으로, 두 인물에 대한 기록을 융합하여 기록했다고 보기도 하는 반면 한 명의 인물을 두 인물처럼 기록했다고 보기도 한다.

Whitehorne (1994, 182쪽)에서 설명한대로, 클레오파트라 6세는 기원전 58년에 자매로 의심받는 베레니케 4세와 공동 통치를 하는 것으로 처음 나타난 프톨레마이오스 12세의 딸이었을 수도 있다. (이때 프톨레마이오스 12세는 로마로 추방당하여 지내고 있었다.) 프톨레마이오스 12세의 아내 클레오파트라 5세가 기록에서 사라진 시기인 기원전 69년~68년 겨울 전에 죽었을 수도 있다. Roller (2010, 18–19쪽)에서는 클레오파트라 6세라 명명된 프톨레마이오스 12세의 아내가 원인 불명의 사건으로 추방되고 10여년 동안 부재하다가 딸 베레니케 4세와의 공동 통치를 통해 돌아온 것으로 추정한다. Fletcher (2008, 76쪽)에서는 알렉산드리아인들이 프톨레마이오스 12세를 폐위하고 "그의 장녀 베레니케 4세와 공동 통치자로 10여년 간 쫓겨나 있었던 클레오파트라 5세 트뤼파이나"를 옹립했다는 설명이 있다. 이 책에서는 "후대의 역사학자들은 그녀가 아울레테스의 또다른 딸이었을 거라 추정하고 '클레오파트라 6세'란 이름을 붙여왔으나, 그녀는 단순히 오빠이자 전 남편이었던 아울레테스를 대체하기 위한 사람들 중 다섯 번째였을 뿐이다."라고 서술되어 있다. (원문:"his eldest daughter, Berenike IV, and as co-ruler recalled Cleopatra V Tryphaena from 10 years' exile from the court. Although later historians assumed she must have been another of Auletes' daughters and numbered her 'Cleopatra VI', it seems she was simply the fifth one returning to replace her brother and former husband Auletes.")
4. ↑  클레오파트라는 외교관, 해군 사령관, 언어학자, 의학 작가이기도 했다. Roller (2010, 1쪽)과 Bradford (2000, 13쪽) 참고.
5. ↑  Southern (2009, 43쪽)은 프톨레마이오스 1세 소테르에 대해 다음과 같이 썼다: "클레오파트라가 마지막 대표였던 프톨레마이오스 왕조는 기원전 4세기 말에 설립되었다. 프톨레마이오스는 이집트 출신이 아니었지만, 알렉산더 대왕의 수행원인 마케도니아 그리스인 프톨레마이오스 소테르에서 기인했다. 클레오파트라가 마지막 파라오였던 프톨레마이오스 왕조는 기원전 4세기 끝무렵에 세워졌다. 프톨레마이오스 왕조는 이집트 혈통은 아니었으나 마케도니아 그리스인이며 알렉산드로스 대왕의 측근이었던 프톨레마이오스 소테르(프톨레마이오스 1세)의 후예들이었다." 마케도니아 그리스인 (Macedonian Greek)"으로써의 프톨레마이오스 왕조에 대한 추가 자료를 보려면 다음을 참고. Roller (2010, 15–16쪽), Jones (2006, xiii, 3, 279쪽), Kleiner (2005, 9, 19, 106, 183쪽), Jeffreys (1999, 488쪽), Johnson (1999, 69쪽). Grant (1972, 3쪽)는 "그리스어 사용 마케도니아인 (Macedonian, Greek-speaking)" 왕조로 묘사한다. Burstein (2004, 64쪽)과 Pfrommer & Towne-Markus (2001, 9쪽) 같은 자료는 프톨레마이오스 왕조를 "그리스-마케도니아인 (Greco-Macedonian)"으로 묘사한다. 혹은 그리스 문화에 동화된 마케도니아인으로도 묘사된다. Pfrommer & Towne-Markus (2001, 9–11, 20쪽) 참고.
6. ↑  Grant (1972)는 알렉산드로스 3대의 치세 이후 시작된 헬레니즘시대가 클레오파트라의 죽은 기원전 30년에 종말을 맞았다고 썼다. 마이클 그랜트는 헬레니즘 시대의 그리스가 고전시대로부터 꾸준히 쇠퇴해왔다는 관점이 고대 로마인들로부터 현대 역사학자들에게까지 이어져왔음을 강조한다. 마이클 그랜트는 헬레니즘 시대의 이집트에 대해 다음과 같이 말했다: "클레오파트라 7세는 그녀의 조상들이 그 기간 동안 했던 모든 것을 돌이켜보면, 같은 실수를 하지 않은 것 같다. 그러나 동시대인들과 함께 클레오파트라는 그들 자신의 또 다른, 특이한 문제를 가지고 있었다. 로마 공화국이 헤게모니를 쥐고 있는 지금 헬레니즘 시대가, 그리스 시대가 여전히 이어지고 있다고 볼 수 있을까 하는 질문 말이다. 이것은 클레오파트라의 마음에서 결코 멀지 않은 질문이었다. 그러나 그녀는 그리스 시대가 결코 끝나지 않았다고 생각했고, 그리스 시대가 영속되도록 하기 위해 그녀의 능력으로 모든 것을 할 작정이었다는 것은 매우 확실하다."
7. 1 2  프톨레마이오스 왕가의 인물들이 통치령의 언어인 신이집트어 배우기를 거부한 탓에 고대 그리스어(코이네 그리스어)가 공식 언어로 사용되었고 로제타석에도 적히게 되었다. (“Radio 4 Programmes – A History of the World in 100 Objects, Empire Builders (300 BC – 1 AD), Rosetta Stone”. BBC. 2010년 5월 23일에 원본 문서에서 보존된 문서. 2010년 6월 7일에 확인함.). Roller (2010, 46–48쪽), Burstein (2004, 11–12쪽), Jones (2006, 3쪽)도 보라.Burstein (2004, 43–54쪽)은 프톨레마이오스 시대의 알렉산드리아는 이집트의 일부라기보다는 일종의 도시국가와 마찬가지였다고 보았다. 그리스와 고대 마케도니아인들도 알렉산드리아 시민권을 얻을 수 있었으며, 유대인, 이집트인, 누비아에서 온 사람들도 많이 거류했다. Grant (1972, 3쪽)도 보라.
8. ↑  Tyldesley (2017)는 "아버지의 사랑을 받는 여신 클레오파트라"라 해석한다.
9. ↑  알렉산드로스 3세의 알렉산드리아 건설과 프톨레마이오스 왕조 시기에 크게 드러난 헬레니즘 그리스적 특징에 대한 설명, 알렉산드리아에 사는 여러 민족 집단에 관한 정보는 Burstein (2004)에서 볼 수 있다.
10. ↑  추가 정보를 보려면, Grant (1972) 참고.
11. ↑  고대 역사학자 플루타르코스가 언급한 클레오파트라가 구사 가능한 언어 목록을 보려고 한다면, Jones (2006)을 참고할 수 있다. 그는 프톨레마이오스 왕국의 왕들이 점차 고대 마케도니아어를 버리게 되었다고도 전했다.
12. ↑  Grant (1972, 3쪽)는 클레오파트라가 기원전 70년 말이나 69년 초에 태어났을 것이라고 말한다.
13. ↑  일각에서는 클레오파트라 6세가 프톨레마이오스 12세의 딸이거나 아내로, 클레오파트라 5세와 동일인이라고 생각한다. Jones (2006, 28쪽)에서는 프톨레마이오스 12세가 여섯 명의 자식을 가졌다고 서술하나, Roller (2010, 16쪽)는 다섯 명의 자식이 있었다고 언급한다.
14. ↑  Schiff (2011, 28쪽)와 Kleiner (2005, 22쪽)도 참고하라. 이와 반대되는 가설에 대해서는 Burstein (2004, 11쪽)과 Roller (2010, 15, 18, 166쪽)도 보라.
15. ↑  더 자세한 정보를 얻고싶다면 Grant (1972, 12–13쪽)를 보라. 그랜트는 프톨레마이오스 12세가 폼페이우스와 카이사르로부터 "로마인의 친구이자 동맹"이라는 칭호를 얻기 위해 6천 달란트를 뇌물로 주었다고 추산했는데, 1972년 기준으로 1,700만 달러에 달하는 금액으로 당시 이집트의 1년 조세에 근접한다.
16. ↑  이는 프톨레마이오스 12세가 딸 한 명과 같이 갔다는 내용의 고대 그리스어 문헌에 근거한 것인데, Fletcher (2008, 76–77쪽)는 당시 아리소네는 갓난아기였고, 베레니케 4세는 이집트의 대리 통치자가 되었으므로 프톨레마이오스 12세가 가장 사랑했던 딸인 클레오파트라와 함께 갔다고 추정하는 것이 합당하다고 말한다.
17. ↑  Pfrommer & Towne-Markus (2001, 34쪽)는 프톨레마이오스 2세와 아르시노에 2세 자매 간의 결혼에 대해 다음과 같이 서술했다. "마케도니아의 왕이 되고 싶었던 프톨레마이오스 케라우노스는 ... 아르시노에의 어린 자식을 그녀의 눈앞에서 살해했다. 망국의 여왕이 된 아르시노에는 이집트로 달아나 친오빠인 프톨레마이오스 2세에게 위탁했다. 그러나 프톨레마이오스 궁정의 하객으로 여생을 보내는 것에 만족하지 못하고, 프톨레마이오스 2세의 아내를 상이집트로 유배시킨 뒤 기원전 275년경에 프톨레마이오스 2세와 혼인하였다. 근친간 결혼은 그리스인들에게는 추잡한 것으로 여겨졌지만, 이집트에서는 아니었다. 그런 까닭에, 이 결혼은 여론을 양분시켰다. 옹호자들은 이를 제우스와 헤라의 신성한 결혼과  귀환으로 혼인을 축하한 반면, 반대자들은 폭언과 외설적인 비난을 자제하지 않았다. 가장 날카롭게 비꼰 시인 중 한 명은 알렉산드리아에서 도망쳤지만 프톨레마이오스 해군에 의해 크레타 해안에서 붙잡혀 쇠바구니에 담겨 익사했다. 이런 행동과 비슷한 행동들이 악랄한 비판을 주춤하게 한 것으로 본다."
18. ↑  Burstein (2004, 19쪽)는 1월에, Roller (2010, 63쪽)는 3월에 병력이 도착했다고 분석한다.
19. ↑  기원전 47년에 프톨레마이오스 14세의 나이를 Roller (2010, 64–65쪽)는 12살로, Burstein (2004, 19쪽)는 10살로 분석한다.
20. ↑  Roller (2010, 70쪽)는 카이사르와 그의 혈통인 카이사리온에 대해 다음과 같이 적는다.

"기원전 30년대 후반 안토니우스와 옥타비아누스 사이의 선전전을 거치며 클레오파트라 자녀의 친부 문제는 매우 복잡하게 얽히게 되었다. 한편에서는 카이사르가 친부인 것으로, 다론 한편에서는 카이사르가 친부가 아닌 것으로 주장하는 편이 각자에게 이롭기 때문이었다. 이로써 오늘날에는 카이사르가 카에사리온을 정말 자신의 친자로 여겼는지 판단하는 것이 불가능하다. 현존하는 정보는 거의 모순적이다. 카이사르는 유언장에서 혈통을 부인했지만, 개인적으로는 이를 인정하고 카이사리온이라는 이름의 사용을 허용했다고 한다. 카이사르의 동료 C. 오피우스는 카이사리온이 카이사르의 자녀가 아니라는 것을 증명하는 소책자까지 썼다. 안토니우스의 카이사르 장례식 연설 후 폭도들에게 살해당한 시인 헬비우스 키나는 카이사르가 여러 처를 둘 수 있도록 하는 법안을 도입시키기 위해 준비하고 있었다. 이런 대부분의 잡설들이 카이사르 사후에 제시되긴 했지만, 정리하자면 카이사르는 아이에 대해 최대한 의견을 밝히지 않고 싶어했기 때문에 클레오파트라의 거듭된 공표에 반대한 것은 분명해 보인다."
21. ↑  Burstein (2004, 23쪽)의 설명에 따르면, 안토니우스의 성격을 읽어둔 클레오파트라는 안토니우스에게 자신을 성스러운 남편 오시리스(그리스에서의 형태는 디오니소스)를 만나는 이집트 여신 이시스(그리스에서의 형태는 아프로디테)라고 지칭했다. 이 만남 전까지, 에페소스의 아르테미스 신전의 사제가 안토니우스와 디오니소스를 연관시킨 것을 알고 있었기 때문이다. Brown (2011)에 따르면, 이시스 숭배는 종교로서 수백년에 거쳐 퍼졌고, 클레오파트라도 선대 파라오들처럼 스스로를 이시스라 칭하고 숭배받았다. 게다가, 남아있는 클레오파트라의 몇몇 주화는 클레오파트라를 비너스–아프로디테로 묘사하기도 한다. Fletcher (2008, 205쪽)의 설명.
22. ↑  Roller (2010, 91–92쪽)는 이 제국에 클레오파트라의 프톨레마이오스 왕국뿐 아니라 헤로데 왕국, 갈라티아, 폰토스, 카파도키아도 포함된 것으로 해석한다.
23. ↑  Bringmann (2007, 301쪽)는 소 옥타비아가 2,000명이 아닌 1,200명의 군대를 끌고 갔다고 본다.
24. ↑  Roller (2010, 100쪽)는 안토니우스와 클레오파트라가 공식적인 결혼식을 올린 적은 단 한번도 없다고 말하지만, Burstein (2004, xxii, 29쪽)는 안토니우스가 옥타비아누스에 대한 반발감으로 옥타비아와 기원전 32년에 이혼하기 이전에 결혼식을 올렸을 것이라고 말한다. 이들은 차치하더라도, 주화의 양면에 안토니우스와 클레오파트라가 새겨진 것은 Roller (2010, 100쪽)의 말마따나 고대 헬레니즘 문화에서 왕과 왕비를 그려넣는 방식과 일치한다.
25. ↑  Jones (2006, xiv쪽)는 옥타비아누스가 클레오파트라가 여성이자 외국인이라는 점을 이용해 프로파간다를 펼쳤다고 말한다.
26. ↑  다른 로마 속주들과 달리 아이깁투스는 원로원이 아닌 옥타비아누스의 직접 지배를 받았다. 옥타비아누스는 아이깁투스 총독을 에퀴테스 중에서 직접 임명했는데, 초대 총독은 갈루스였다. Southern (2014, 185쪽)와 Roller (2010, 151쪽)를 참고하라.
27. 1 2  Ferroukhi (2001a, 219쪽)이 제공하는 이 흉상에 대한 해석에 따르면, 이 흉상은 클레오파트라 본인의 것일 수도 있지만 그녀의 딸 클레오파트라 셀레네 2세의 것일 확률이 더 높다. Kleiner (2005, 155–156쪽)에서는 클레오파트라 본인의 손을 들어주지만, Varner (2004, 20쪽)은 단지 작은 가능성의 영역으로만 본다. Roller (2003, 139쪽) 역시 둘 모두가 가능한 후보라고 생각한다.
28. ↑  Walker (2001, 312쪽)는 이 도금된 은접시에 부착된 형상에 대해, 석류와 포도송이로 둘러쌓여 있고 헬리오스의 상징으로 장식되어있으며 알렉산더 대왕의 헤어스타일로 꾸며져있음은 이 인물이 프톨레마이오스왕조의 인물임을 상징한다고 설명한다. 원뿔형 장식 위에 놓인 초승달 문양은 셀레네를 의미하고, 코끼리의 머릿가죽은 유바 2세와 함께 마우레타니아를 공동통치하는 모습을 상징한 것이라고 해석한다. 실제로 여기에 사용된 상징들은 유바 2세의 동전에서도 활용되었다.
29. ↑  Jones (2006, 60쪽)에서는 기원전 46년에서 43년 사이에 지어진 라틴어 산문 드 벨로 알렉산드리노(De Bello Alexandrino)의 저자가 아울루스 히르티우스란 카이사르 휘하의 군 장교임이 확실하다고 추측하고 있다.
30. ↑  Burstein (2004, 30쪽)은 베르길리우스가 악티움 해전을 옥타비아누스와 로마의 신들이 클레오파트라와 야만적인 반인반수 형태의 신들로부터 로마를 지켜낸 전투로 묘사한다고 말한다.
31. ↑  Jones (2006, 28–30쪽)을 참고하라.
32. ↑  Chauveau (2000, 2–3쪽)의 설명은, 클레오파트라가 권력을 잡고 있던 시기의 이집트에서 나온 이 사료는 고대 그리스의 파피루스 50 문서 정도를 포함하고 있다. 대부분은 헤라클레오폴리스에서 왔고, 민중문자로 쓰인 몇 장만 파이윰에서 나왔다. 전반적으로 이 문헌들은 살아남은 프톨레마이오스 왕조 치하 이집트의 다른 시대 문헌들보다 훨씬 적은 양을 가진 토착 문헌이다.
33. ↑  흉상/두상이라는 표현을 사용한 것은, 이 작품들을 흉상과 두상 중 어느 쪽으로 분류할지에 대한 학계의 합의가 아직 이루어지지 않았기 때문이다. Raia & Sebesta (2017)는 흉상으로, Grout (2017b)는 두상으로 분류하는 편이다.
34. ↑  더 자세히 알고싶다면 Curtius (1933, 182–192쪽), Walker (2008, 348쪽), Raia & Sebesta (2017), Grout (2017b)를 보라.
35. ↑  더 자세한 정보를 얻고 싶다면 Grout (2017b), Roller (2010, 174–175쪽)를 보라.
36. ↑  더 자세한 정보를 얻고 싶다면 Curtius (1933, 182–192쪽), Walker (2008, 348쪽), Raia & Sebesta (2017)를 보라.
37. ↑  바티칸 미술관 소장 클레오파트라 두상에 이와 같은 흔적이 있다는 주장은 1933년 루트비히 쿠르티우스가 처음으로 제기한 것이다. 2005년에 클라이너 역시 이에 동의했다. Kleiner (2005, 153쪽), Curtius (1933, 182–192쪽)를 보라. 다만 클라이너는 이 흔적이 우라에우스를 나타낸 것일 수도 있다고 보았다.
38. ↑  클레오파트라의 마케도니아 그리스 혈통에 대한 추가 정보는 Pucci (2011), Grant (1972), Burstein (2004), Royster (2003)에서 확인할 수 있다.
39. ↑  추가적인 정보와 알렉산드로스 3세와 프톨레마이오스 1세 소테르로 거슬러 올라가는 클레오파트라의 조상의 헬레니즘 이집트 건설에 대한 확인이 필요하면 Grant (1972)와 Jones (2006)을 참고할 수 있다.
40. ↑  추가 정보를 보려면, Grant (1972)와 Burstein (2004)를 참고.
41. ↑  Grant (1972), Fletcher (2008), Jones (2006), Preston (2009), Schiff (2011),  Burstein (2004)은 클레오파트라 5세 트뤼파이나를 프톨레마오스 12세의 아내라고 적어놓은 반면, Dodson & Hilton (2004, 268–269, 273쪽)과 Roller (2010, 18쪽)에서는 그녀를 클레오파트라 6세 트뤼파이나로 부른다. 이는 동인인물일 수도 있는 두 인물을 하나로 다룬 초기 사료들로부터 비롯된 혼동이다.
42. ↑  추가적인 정보를 보려면, Fletcher (2008)를 참고해라.
43. ↑  셀레우코스의 아내 아파마의 소그디아나 혈통에 대해서는 Holt (1989, 64–65, footnote 63쪽) 참고.
44. ↑  Burstein (2004, 47–50쪽)에서 설명되어 있듯이, 프톨레마이오스 치하 이집트의 구성 민족은 주로 이집트인, 그리스인, 유대인이었다. 각 민족들은 다른 거주 구역에서 산데다가 알렉산드리아, 나우크라티스, 프톨레마이스 헤르미우 같은 다문화 도시에서 민족 간 결혼이 금지되어 있었기에, 이들은 법적으로 분리되어 있는 상태였다. 그러나 Fletcher (2008, 82, 88–93쪽)의 서술에 따르면, 고대 이집트 종교는 멤피스의 프타의 최고 제사장 파셰리엔프타 3세가 클레오파트라의 이복사촌으로 추측될 정도로 프톨레마이오스 왕조의 후원자들과의 유착이 강했다.
45. ↑  Grant (1972)는 클레오파트라의 할머니(다시 말해서 프톨레마이오스 12세의 어머니)가 시리아인일 가능성이 있다고 주장한다.("부분적으로 그리스인 이었을 수도 있다."고 인정한 의견이다.) 그러나 이집트인은 틀림없이 아니라고 말한다. 왕조 전체에서 프톨레마이오스 군주의 이집트인 내연녀는 오직 하나로 알려져있기 때문이다.
46. ↑  Schiff (2011, 42쪽)는 클레오파트라의 혈통을 고려할 때 피부색이 검은 편이 아니었을 것이라고 추측했다. 그러나 클레오파트라의 친인척에 대한 사료에 기반해 그녀가 프톨레마이오스의 흰 피부를 그대로 물려받기보다는 소위 꿀색이라고 하는 구릿빛 피부를 가졌을 것으로 보았다. Goldsworthy (2010, 127, 128쪽) 역시 이에 동의한다. 아우구스투스측의 프로파간다에서 클레오파트라의 피부색을 문제삼지 않은 점 등을 근거로 이러한 주장을 펼쳤는데, 약간의 근동계열 피가 섞였기 때문에 일반적인 지중해 사람들보다는 어두운 피부색을 가졌을 것으로 보았다. Grant (1972, 5쪽)도 이에 동의하며, Preston (2009, 77쪽) 역시 클레오파트라가 흑발에 올리브색 피부를 가졌을 것으로 보았다. Bradford (2000, 14쪽)은 밝은 올리브색 피부를 가졌다고 보았다.
47. ↑  클레오파트라의 생모에 대한 논의에 대해 더 알고싶다면 Burstein (2004, 11쪽), Fletcher (2008, 73쪽), Goldsworthy (2010, 127, 128쪽), Grant (1972, 4쪽), Roller (2010, 165–166쪽)를 참고하라. Fletcher는 이 가설을 뒷받침하는 근거가 부족하다 하였고, Burstein은 정황상 생모가 프타의 사제계급일 가능성을 배제하지 않으면서도 당대 사가들이 생모를 클레오파트라 5세 트뤼파이나로 적고 있다는 데에 더 주목했다. Goldsworthy는 이러한 주장이 순전히 어림짐작에 불과하고, 클레오파트라의 생모가 클레오파트라 5세가 아니라 하더라도 그리스계 첩일 것이라고 보았다. Grant도 클레오파트라 5세를 생모로 보았다. Roller는 비록 클레오파트라 5세가 총애를 프톨레마이오스의 총애를 받지 못했다 하더라도, 클레오파트라 5세의 소생일 가능성을 가장 높게 두었다. 다만 클레오파트라 7세가 이집트어를 할 줄 아는 유일한 프톨레마이오스 왕가의 인물이었다는 점, 그녀의 딸인 셀레네 2세가 이집트 출신의 인물로서 찬미되었다는 점에 근거해 클레오파트라 7세에게 사제계급의 피가 섞였을 가능성을 아예 배제하지는 않았다.
48. ↑  Schiff (2011, 2쪽)에서는 이와 함께 클레오파트라가 가문의 유지를 떠받치는 역할을 했다고도 말한다. Dudley (1960, 57쪽)은 클레오파트라와 그 가문이 이집트 전통 파라오들의 계승자이며, 고도로 조직된 이집트의 관료 문화를 통해 나일 계곡의 천연자원을 개발했다고 말한다.
49. ↑  Grant (1972, 4쪽)는 클레오파트라가 사생아였다면, "많은 로마인 적들이 이 사실을 온 세상에 폭로했을 것이다"라고 주장한다.
50. ↑  그 가계도와 개개인의 짧은 논쟁은 Dodson & Hilton (2004, 268–281쪽)에서 찾아볼 수 있다. 에이단 도즌과 다이앤 힐튼은 클레오파트라 5세가 클레오파트라 6세라 주장하고 클레오파트라 세레네 1세를 클레오파트라 5세 세레네로 불렀다. 아래 표의 점선은 그럴 가능성이 있으나 논쟁의 여지가 있는 것을 표시한 것이다.

## 참고 문헌

### 온라인
- Brown, Chip (July 2011), “The Search for Cleopatra”, 《National Geographic》, 2018년 3월 10일에 원본 문서에서 보존된 문서, 2018년 12월 27일에 확인함.
- Grout, James (2017년 4월 1일), 〈Basalt Statue of Cleopatra〉, 《Encyclopaedia Romana》, University of Chicago, 2021년 2월 13일에 원본 문서에서 보존된 문서, 2018년 3월 7일에 확인함.
- Grout, James (2017년 4월 1일), 〈Was Cleopatra Beautiful?〉, 《Encyclopaedia Romana》, University of Chicago, 2013년 6월 24일에 원본 문서에서 보존된 문서, 2018년 3월 6일에 확인함.
- Muellner, Leonard, 《A Poetic Etymology of Pietas in the Aeneid》, Center for Hellenic Studies, Harvard University, 2018년 4월 9일에 원본 문서에서 보존된 문서, 2018년 4월 9일에 확인함.
- Plutarch (1920), 《Plutarch's Lives》, 번역 Bernadotte Perrin, Cambridge, MA: Harvard University Press (Perseus Digital Library, Tufts University), 2018년 3월 7일에 원본 문서에서 보존된 문서, 2018년 3월 8일에 확인함.
- 《Radio 4 Programmes – A History of the World in 100 Objects, Empire Builders (300 BC – 1 AD), Rosetta Stone》, BBC, 2010년 5월 23일에 원본 문서에서 보존된 문서, 2010년 6월 7일에 확인함.
- Raia, Ann R.; Sebesta, Judith Lynn (September 2017), 《The World of State》, College of New Rochelle, 2018년 3월 6일에 원본 문서에서 보존된 문서, 2018년 3월 6일에 확인함.
- Reece, Steve (2017), 〈Cleopatra Couldn't Spell (And Neither Can We!)〉,   Groton, Anne Harmar, 《Ab Omni Parte Beatus: Classical Essays in Honor of James M. May》, Mundelein, IL: Bolchazy-Carducci Publishers, 201–220쪽, ISBN 978-0-86516-843-5, LCCN 2017002236, OCLC 969973660, 2018년 9월 2일에 확인함.
- Sabino, Rachel; Gross-Diaz, Theresa (2016), 《Cat. 22 Tetradrachm Portraying Queen Cleopatra VII》, Art Institute of Chicago, doi:10.13140/RG.2.2.23475.22560, 2018년 3월 6일에 원본 문서에서 보존된 문서, 2018년 3월 6일에 확인함.
- Tyldesley, Joyce (2017년 12월 6일), 〈Cleopatra, Queen of Egypt〉, 《Encyclopædia Britannica》, 2019년 6월 30일에 원본 문서에서 보존된 문서, 2018년 5월 18일에 확인함.
- Walker, Susan; Higgs, Peter (2017) [2001], 《Portrait Head》, British Museum, 2018년 3월 6일에 원본 문서에서 보존된 문서, 2018년 3월 6일에 확인함.

### 출판물
- Anderson, Jaynie (2003), 《Tiepolo's Cleopatra》, Melbourne: Macmillan, ISBN 978-1-876832-44-5, 2019년 10월 7일에 원본 문서에서 보존된 문서, 2015년 11월 15일에 확인함.
- Ashton, Sally-Ann (2001a), 〈194 Marble head of a Ptolemaic queen with vulture headdress〉,   Walker, Susan; Higgs, Peter, 《Cleopatra of Egypt: from History to Myth》, Princeton, NJ: Princeton University Press (British Museum Press), 217쪽, ISBN 978-0-691-08835-8.
- Ashton, Sally-Ann (2001b), 〈163 Limestone head of Cleopatra VII〉,   Walker, Susan; Higgs, Peter, 《Cleopatra of Egypt: from History to Myth》, Princeton, NJ: Princeton University Press (British Museum Press), 164쪽, ISBN 978-0-691-08835-8.
- Ashton, Sally-Ann (Spring 2002), “Identifying the ROM's 'Cleopatra'”, 《Rotunda》: 36–39, 2020년 5월 19일에 원본 문서에서 보존된 문서, 2018년 3월 27일에 확인함.
- Ashton, Sally-Ann (2008), 《Cleopatra and Egypt》, Oxford: Blackwell, ISBN 978-1-4051-1390-8, 2020년 8월 12일에 원본 문서에서 보존된 문서, 2020년 6월 18일에 확인함.
- Bivar, A.D.H. (1983), 〈The Political History of Iran Under the Arsacids〉,   Yarshater, Ehsan, 《Cambridge History of Iran, Volume 3(1): The Seleucid, Parthian, and Sasanian periods》, Cambridge: Cambridge University Press, 21–99쪽, ISBN 978-0-521-20092-9, 2020년 2월 16일에 원본 문서에서 보존된 문서, 2018년 4월 19일에 확인함.
- Bradford, Ernle (2000) [1971], 《Cleopatra》, Penguin Group, ISBN 978-0-14-139014-7.
- Bringmann, Klaus (2007) [2002], 《A History of the Roman Republic》 (영어), 번역 W. J. Smyth, Cambridge: Polity Press, ISBN 978-0-7456-3371-8, 2018년 6월 12일에 원본 문서에서 보존된 문서, 2018년 6월 7일에 확인함.
- Brosius, Maria (2006), 《The Persians: An Introduction》, London & New York: Routledge, ISBN 978-0-415-32089-4.
- Burstein, Stanley M. (2004), 《The Reign of Cleopatra》, Westport, CT: Greenwood Press, ISBN 978-0-313-32527-4.
- Caygill, Marjorie (2009), 《Treasures of the British Museum》, London: British Museum Press (Trustees of the British Museum), ISBN 978-0-7141-5062-8.
- Chauveau, Michel (2000) [1997], 《Egypt in the Age of Cleopatra: History and Society Under the Ptolemies》 (영어), 번역 David Lorton, Ithaca, NY: Cornell University Press, ISBN 978-0-8014-8576-3, 2020년 5월 19일에 원본 문서에서 보존된 문서, 2018년 4월 12일에 확인함.
- Crawford, Michael (1974), 《The Roman Republican Coinage》, Cambridge: Cambridge University Press, ISBN 978-0-521-07492-6.
- Curtius, Ludwig (1933), “Ikonographische Beitrage zum Portrar der romischen Republik und der Julisch-Claudischen Familie”, 《RM》 (독일어) 48: 182–243, OCLC 633408511.
- DeMaria Smith, Margaret Mary (2011), 〈HRH Cleopatra: the Last of the Ptolemies and the Egyptian Paintings of Sir Lawrence Alma-Tadema〉,   Miles, Margaret M., 《Cleopatra : a sphinx revisited》, Berkeley: University of California Press, 150–171쪽, ISBN 978-0-520-24367-5.
- Dodson, Aidan; Hilton, Dyan (2004), 《The Complete Royal Families of Ancient Egypt》, London: Thames & Hudson, ISBN 978-0-500-05128-3.
- Dudley, Donald (1960), 《The Civilization of Rome》, New York: New American Library, ISBN 978-1-258-45054-0.
- Elia, Olga (1956) [1955], “La tradizione della morte di Cleopatra nella pittura pompeiana”, 《Rendiconti dell'Accademia di Archeologia, Lettere e Belle Arti》 (이탈리아어) 30: 3–7, OCLC 848857115.
- Ferroukhi, Mafoud (2001a), 〈197 Marble portrait, perhaps of Cleopatra VII's daughter, Cleopatra Selene, Queen of Mauretania〉,   Walker, Susan; Higgs, Peter, 《Cleopatra of Egypt: from History to Myth》, Princeton, NJ: Princeton University Press (British Museum Press), 219쪽, ISBN 978-0-691-08835-8.
- Ferroukhi, Mafoud (2001b), 〈262 Veiled head from a marble portrait statue〉,   Walker, Susan; Higgs, Peter, 《Cleopatra of Egypt: from History to Myth》, Princeton, NJ: Princeton University Press (British Museum Press), 242쪽, ISBN 978-0-691-08835-8.
- Fletcher, Joann (2008), 《Cleopatra the Great: The Woman Behind the Legend》, New York: Harper, ISBN 978-0-06-058558-7.
- Goldsworthy, Adrian Keith (2010), 《Antony and Cleopatra》, New Haven, CT: Yale University Press, ISBN 978-0-300-16534-0.
- Grant, Michael (1972), 《Cleopatra》, London: Weidenfeld and Nicolson; Richard Clay (the Chaucer Press), ISBN 978-0-297-99502-9.
- Gurval, Robert A. (2011), 〈Dying Like a Queen: the Story of Cleopatra and the Asp(s) in Antiquity〉,   Miles, Margaret M., 《Cleopatra : a sphinx revisited》, Berkeley: University of California Press, 54–77쪽, ISBN 978-0-520-24367-5.
- Higgs, Peter (2001), 〈Searching for Cleopatra's image: classical portraits in stone〉,   Walker, Susan; Higgs, Peter, 《Cleopatra of Egypt: from History to Myth》, Princeton, NJ: Princeton University Press (British Museum Press), 200–209쪽, ISBN 978-0-691-08835-8.
- Holt, Frank L. (1989), 《Alexander the Great and Bactria: the Formation of a Greek Frontier in Central Asia》, Leiden: E.J. Brill, ISBN 978-90-04-08612-8, 2019년 10월 7일에 원본 문서에서 보존된 문서, 2018년 3월 30일에 확인함.
- Hölbl, Günther (2001) [1994], 《A History of the Ptolemaic Empire》, 번역 Tina Saavedra, London: Routledge, ISBN 978-0-415-20145-2.
- Hsia, Chih-tsing (2004), 《C.T. Hsia on Chinese Literature》, New York: Columbia University Press, ISBN 978-0-231-12990-9, 2020년 5월 19일에 원본 문서에서 보존된 문서, 2018년 3월 29일에 확인함.
- Jeffreys, David (1999), 〈Memphis〉,   Bard, Kathryn A., 《Encyclopedia of the Archaeology of Ancient Egypt》, London: Routledge, 488–490쪽, ISBN 978-0-415-18589-9, 2017년 11월 1일에 원본 문서에서 보존된 문서, 2018년 11월 2일에 확인함.
- Johnson, Janet H. (1999), 〈Late and Ptolemaic periods, overview〉,   Bard, Kathryn A., 《Encyclopedia of the Archaeology of Ancient Egypt》, London: Routledge, 66–72쪽, ISBN 978-0-415-18589-9, 2017년 11월 1일에 원본 문서에서 보존된 문서, 2018년 11월 2일에 확인함.
- Jones, Prudence J. (2006), 《Cleopatra: a sourcebook》, Norman, OK: University of Oklahoma Press, ISBN 978-0-8061-3741-4, 2019년 12월 24일에 원본 문서에서 보존된 문서, 2018년 3월 27일에 확인함.
- Kennedy, David L. (1996), 〈Parthia and Rome: eastern perspectives〉,   Kennedy, David L.; Braund, David, 《The Roman Army in the East》, Ann Arbor: Cushing Malloy Inc., Journal of Roman Archaeology: Supplementary Series Number Eighteen, 67–90쪽, ISBN 978-1-887829-18-2
- Kleiner, Diana E. E. (2005), 《Cleopatra and Rome》, Cambridge, MA: Belknap Press of Harvard University Press, ISBN 978-0-674-01905-8, 2020년 5월 11일에 원본 문서에서 보존된 문서, 2018년 3월 6일에 확인함.
- Lippold, Georg (1936), 《Die Skulpturen des Vaticanischen Museums》 (독일어) 3, Berlin: Walter de Gruyter & Co., OCLC 803204281.
- Meadows, Andrew; Ashton, Sally-Ann (2001), 〈186 Bronze coin of Cleopatra VII〉,   Walker, Susan; Higgs, Peter, 《Cleopatra of Egypt: from History to Myth》, Princeton, NJ: Princeton University Press (British Museum Press), 178쪽, ISBN 978-0-691-08835-8.
- Newman, Robert (1990), “A Dialogue of Power in the Coinage of Antony and Octavian (44–30 B.C.)”, 《American Journal of Numismatics》 2: 37–63, JSTOR 43580166.
- Pfrommer, Michael; Towne-Markus, Elana (2001), 《Greek Gold from Hellenistic Egypt》, Getty Museum Studies on Art, Los Angeles: Getty Publications (J. Paul Getty Trust), ISBN 978-0-89236-633-0, 2018년 6월 22일에 원본 문서에서 보존된 문서, 2018년 6월 22일에 확인함.
- Pina Polo, Francisco (2013), 〈The Great Seducer: Cleopatra, Queen and Sex Symbol〉,   Knippschild, Silke; García Morcillo, Marta, 《Seduction and Power: Antiquity in the Visual and Performing Arts》, London: Bloomsbury Academic, 183–197쪽, ISBN 978-1-4411-9065-9, 2019년 6월 23일에 원본 문서에서 보존된 문서, 2018년 3월 9일에 확인함.
- Pratt, Frances; Fizel, Becca (1949), 《Encaustic Materials and Methods》, New York: Lear Publishers, OCLC 560769, 2020년 5월 19일에 원본 문서에서 보존된 문서, 2018년 3월 7일에 확인함.
- Preston, Diana (2009), 《Cleopatra and Antony: Power, Love, and Politics in the Ancient World》, New York: Walker and Company, ISBN 978-0-8027-1738-2, 2020년 5월 19일에 원본 문서에서 보존된 문서, 2018년 6월 18일에 확인함.
- Pucci, Giuseppe (2011), 〈Every Man's Cleopatra〉,   Miles, Margaret M., 《Cleopatra : a sphinx revisited》, Berkeley: University of California Press, 195–207쪽, ISBN 978-0-520-24367-5.
- Roller, Duane W. (2003), 《The World of Juba II and Kleopatra Selene: Royal Scholarship on Rome's African Frontier》, New York: Routledge, ISBN 978-0-415-30596-9.
- Roller, Duane W. (2010), 《Cleopatra: a biography》, Oxford: Oxford University Press, ISBN 978-0-19-536553-5.
- Rowland, Ingrid D. (2011), 〈The Amazing Afterlife of Cleopatra's Love Potions〉,   Miles, Margaret M., 《Cleopatra : a sphinx revisited》, Berkeley: University of California Press, 132–149쪽, ISBN 978-0-520-24367-5.
- Royster, Francesca T. (2003), 《Becoming Cleopatra: The Shifting Image of an Icon》, New York: Palgrave MacMillan, ISBN 978-1-4039-6109-9
- Sartain, John (1885), 《On the Antique Painting in Encaustic of Cleopatra: Discovered in 1818》, Philadelphia: George Gebbie & Co., OCLC 3806143.
- Schiff, Stacy (2011), 《Cleopatra: A Life》, UK: Random House, ISBN 978-0-7535-3956-9.
- Skeat, T. C. (1953), “The Last Days of Cleopatra: A Chronological Problem”, 《The Journal of Roman Studies》 43 (1–2): 98–100, doi:10.2307/297786, JSTOR 297786.
- Southern, Patricia (2014) [1998], 《Augustus》 2판, London: Routledge, ISBN 978-0-415-62838-9, 2020년 5월 19일에 원본 문서에서 보존된 문서, 2018년 4월 19일에 확인함.
- Southern, Patricia (2009) [2007], 《Antony and Cleopatra: The Doomed Love Affair That United Ancient Rome and Egypt》, Stroud, Gloucestershire: Amberley Publishing, ISBN 978-1-84868-324-2, 2020년 5월 19일에 원본 문서에서 보존된 문서, 2018년 4월 22일에 확인함.
- Varner, Eric R. (2004), 《Mutilation and Transformation: Damnatio Memoriae and Roman Imperial Portraiture》, Leiden: Brill, ISBN 978-90-04-13577-2, 2017년 4월 26일에 원본 문서에서 보존된 문서, 2018년 3월 6일에 확인함.
- Walker, Susan (2004), 《The Portland Vase》, British Museum Objects in Focus, British Museum Press, ISBN 978-0-7141-5022-2, 2020년 5월 19일에 원본 문서에서 보존된 문서, 2018년 3월 27일에 확인함.
- Walker, Susan (2008), “Cleopatra in Pompeii?”, 《Papers of the British School at Rome》 76: 35–46, 345–348, doi:10.1017/S0068246200000404, JSTOR 40311128, 2018년 3월 10일에 원본 문서에서 보존된 문서, 2018년 3월 10일에 확인함.
- Walker, Susan (2001), 〈324 Gilded silver dish, decorated with a bust perhaps representing Cleopatra Selene〉,   Walker, Susan; Higgs, Peter, 《Cleopatra of Egypt: from History to Myth》, Princeton, NJ: Princeton University Press (British Museum Press), 312–313쪽, ISBN 978-0-691-08835-8.
- Walker, Susan; Higgs, Peter (2001), 〈325 Painting with a portrait of a woman in profile〉,   Walker, Susan; Higgs, Peter, 《Cleopatra of Egypt: from History to Myth》, Princeton, NJ: Princeton University Press (British Museum Press), 314–315쪽, ISBN 978-0-691-08835-8.
- Whitehorne, John (1994), 《Cleopatras》, London: Routledge, ISBN 978-0-415-05806-3
- Woodstra, Chris; Brennan, Gerald; Schrott, Allen (2005), 《All Music Guide to Classical Music: The Definitive Guide to Classical Music》, Ann Arbor, MI: All Media Guide (Backbeat Books), ISBN 978-0-87930-865-0, 2020년 5월 19일에 원본 문서에서 보존된 문서, 2018년 3월 27일에 확인함.
- Wyke, Maria; Montserrat, Dominic (2011), 〈Glamour Girls: Cleomania in Mass Culture〉,   Miles, Margaret M., 《Cleopatra : a sphinx revisited》, Berkeley: University of California Press, 172–194쪽, ISBN 978-0-520-24367-5.

## 더 읽어보기
- Chauveau, Michel (2004). 《Cleopatra: Beyond the Myth》. Cornell University Press. ISBN 978-0-8014-8953-2.
- Flamarion, Edith (1997). 《Cleopatra: The Life and Death of a Pharaoh》. "Abrams Discoveries" series. 번역 Bonfante-Warren, Alexandra. New York: Harry N. Abrams. ISBN 978-0-8109-2805-3.
- Foss, Michael (1999). 《The Search for Cleopatra》. Arcade Publishing. ISBN 978-1-55970-503-5.
- Fraser, P.M. (1985). 《Ptolemaic Alexandria》 1–3 reprint판. Oxford: Oxford University Press. ISBN 978-0-19-814278-2.
- Lindsay, Jack (1972). 《Cleopatra》. New York: Coward-McCann. OCLC 671705946.
- Nardo, Don (1994). 《Cleopatra》. Lucent Books. ISBN 978-1-56006-023-9.
- Pomeroy, Sarah B. (1984). 《Women in Hellenistic Egypt: from Alexander to Cleopatra》. New York: Schocken Books. ISBN 978-0-8052-3911-9.
- Samson, Julia (1990). 《Nefertiti & Cleopatra》. Stacey International. ISBN 978-0-948695-18-6.
- Southern, Pat (2000). 《Cleopatra》. Tempus. ISBN 978-0-7524-1494-2.
- Syme, Ronald (1962) [1939]. 《The Roman Revolution》. Oxford University Press. OCLC 404094.
- Tyldesley, Joyce (2008). 《Cleopatra: Last Queen of Egypt》. Basic Books. ISBN 978-0-465-01892-5.
- Volkmann, Hans (1958). 《Cleopatra: a Study in Politics and Propaganda》. T.J. Cadoux, trans. New York: Sagamore Press. OCLC 899077769.
- Weigall, Arthur E. P. Brome (1914). 《The Life and Times of Cleopatra, Queen of Egypt》. Edinburgh: Blackwood. OCLC 316294139.